# بحيرة تاهو
بحيرة تاهو (/ˈtɑːhoʊ/، «البحيرة») هي بحيرة مياه عذبة كبيرة في منطقة سييرا نيفادا بالولايات المتحدة. ترتفع إلى 6,225 قدم (1,897 م)، يمتد على خط الولاية بين كاليفورنيا ونيفادا، غرب مدينة كارسون. بحيرة تاهو هي أكبر بركة ألبية في أمريكا الشمالية، ويبلغ حجمها 150.7 كيلومتر مكعب (150.7 كـم3) باستثناء البحيرات الخمس العظمى تعتبر الأكبر من حيث الحجم في الولايات المتحدة. عمقها 501 متر (1,644 قدم)، مما يجعلها ثاني أعمق عمق في الولايات المتحدة بعد بحيرة كريتر في ولاية أوريغون (594 متر (1,949 قدم)).
تشكلت البحيرة منذ حوالي مليوني عام كجزء من حوض بحيرة تاهو، مع تشكيل المدى الحديث خلال العصور الجليدية. تشتهر بنقاء مياهها وبانوراما الجبال المحيطة بها من جميع الجهات. يشار إلى المنطقة المحيطة بالبحيرة أيضًا باسم بحيرة تاهو، أو ببساطة تاهو. أكثر من 75 ٪ من مستجمعات المياه في البحيرة هي أراضي غابات وطنية، كونها وحدة إدارة حوض بحيرة تاهو التابعة لخدمة الغابات بالولايات المتحدة.
تعتبر بحيرة تاهو من المعالم السياحية الرئيسية في كل من نيفادا وكاليفورنيا. فهي موطن للرياضات الشتوية والاستجمام الصيفي في الهواء الطلق والاستمتاع بالمناظر الطبيعية على مدار العام. تعد منتجعات الجليد والتزلج جزءًا مهمًا من اقتصاد المنطقة وسمعتها. يوفر جانب نيفادا أيضًا العديد من منتجعات الكازينو على ضفاف البحيرة، مع وجود طرق سريعة توفر وصولاً على مدار العام إلى المنطقة بأكملها.

## التسمية
الاسم الإنكليزي ليستمد بحيرة تاهو من Washo كلمة "dá'aw" التي تعني «بحيرة».

## جغرافيا

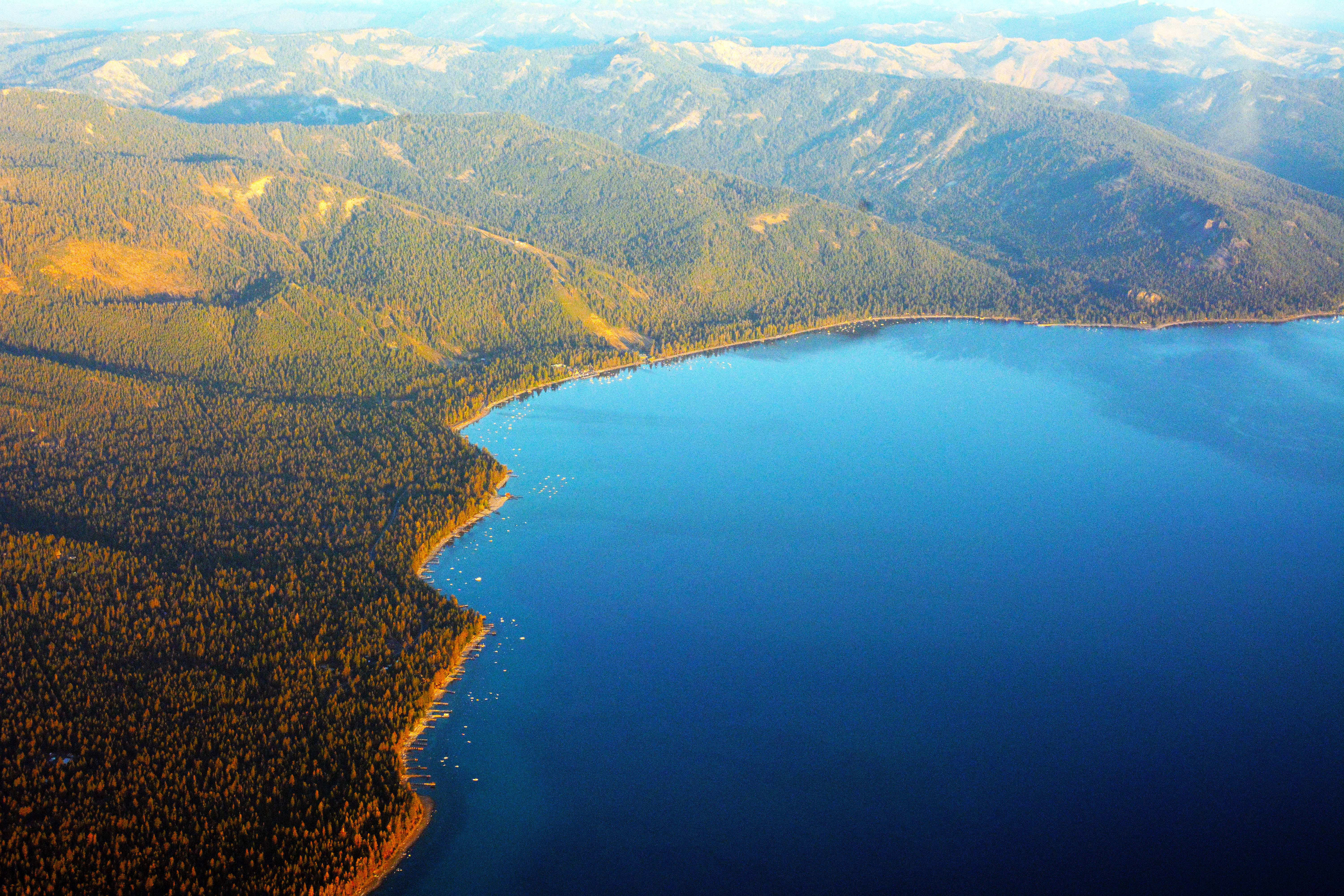
الصورة الجوية شمال بحيرة تاهو

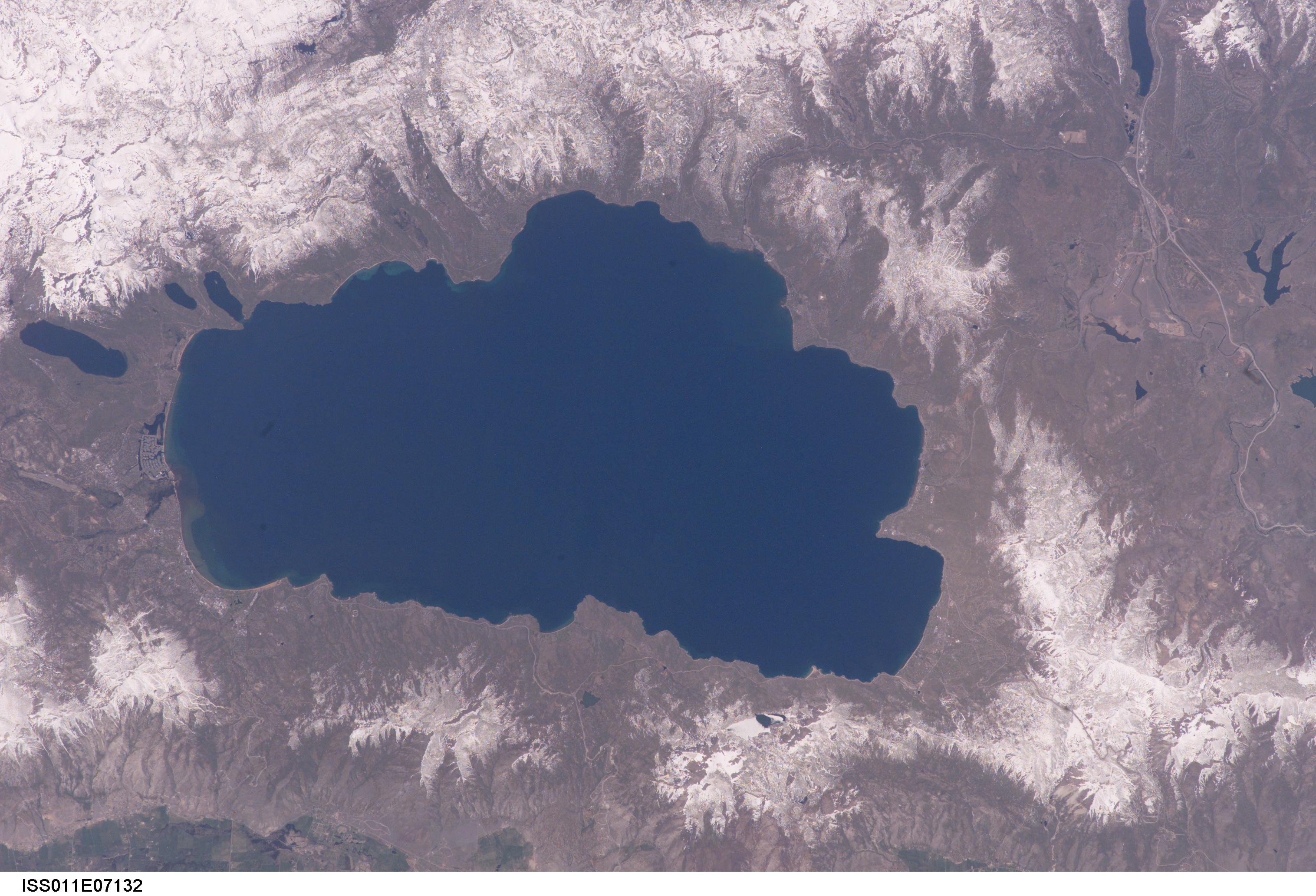
صورة جوية لبحيرة تاهو

بحيرة تاهو هي ثاني أعمق بحيرة في الولايات المتحدة، ويبلغ عمقها الأقصى 1,645 قدم (501 م)، بعد بحيرة أوريغون كريتر بـ 1,949 قدم (594 م). تاهو في المرتبة 16 كأعمق بحيرة في العالم، وخامس أعمق بحيرة في المتوسط. فهي بطول حوالي 22 ميل (35 كـم) وعرض 12 ميل (19 كـم) وطول الخط الساحلي 72 ميل (116 كـم) ومساحة 191 ميل مربع (490 كـم2). البحيرة كبيرة جدًا لدرجة أن سطحها محدب بشكل ملحوظ بسبب انحناء الأرض. على مستوى البحيرة، تقع الشواطئ المقابلة أسفل الأفق عند أعرض أجزائها؛ بحوالي 100 قدم (30 م) عند أقصى عرض لها، بطول 320 قدم (98 م). قد تختلف الرؤية إلى حد ما مع الانكسار في الغلاف الجوي؛ عندما تكون درجة حرارة الهواء أكبر بكثير من درجة حرارة البحيرة، فقد يحدث تلوح في الأفق حيث يرتفع سطح البحيرة أو الخط الساحلي المقابل فوق الأفق. قد تكون فاتا مورغانا مسؤولة عن مشاهدات تاهو تيسي.
يقع ما يقرب من ثلثي الخط الساحلي في ولاية كاليفورنيا. يهيمن الشاطئ الجنوبي على أكبر مدينة في البحيرة، ساوث ليك تاهي بولاية كاليفورنيا، والتي تجاور بلدة ستيتلاين بنيفادا، بينما تقع مدينة تاهو في كاليفورنيا على الشاطئ الشمالي الغربي للبحيرة. على الرغم من أن الطرق السريعة تعمل على مرمى البصر من شاطئ البحيرة لمعظم محيط تاهو، إلا أن العديد من الأجزاء المهمة من الخط الساحلي تقع داخل حدائق الولاية أو محمية من قبل دائرة الغابات بالولايات المتحدة. تبلغ مساحة مستجمعات المياه في بحيرة تاهو (هيئة المساحة الجيولوجية الأمريكية الكود الهيدرولوجي 18100200) 1,310 كيلومتر مربع (510 ميل2).

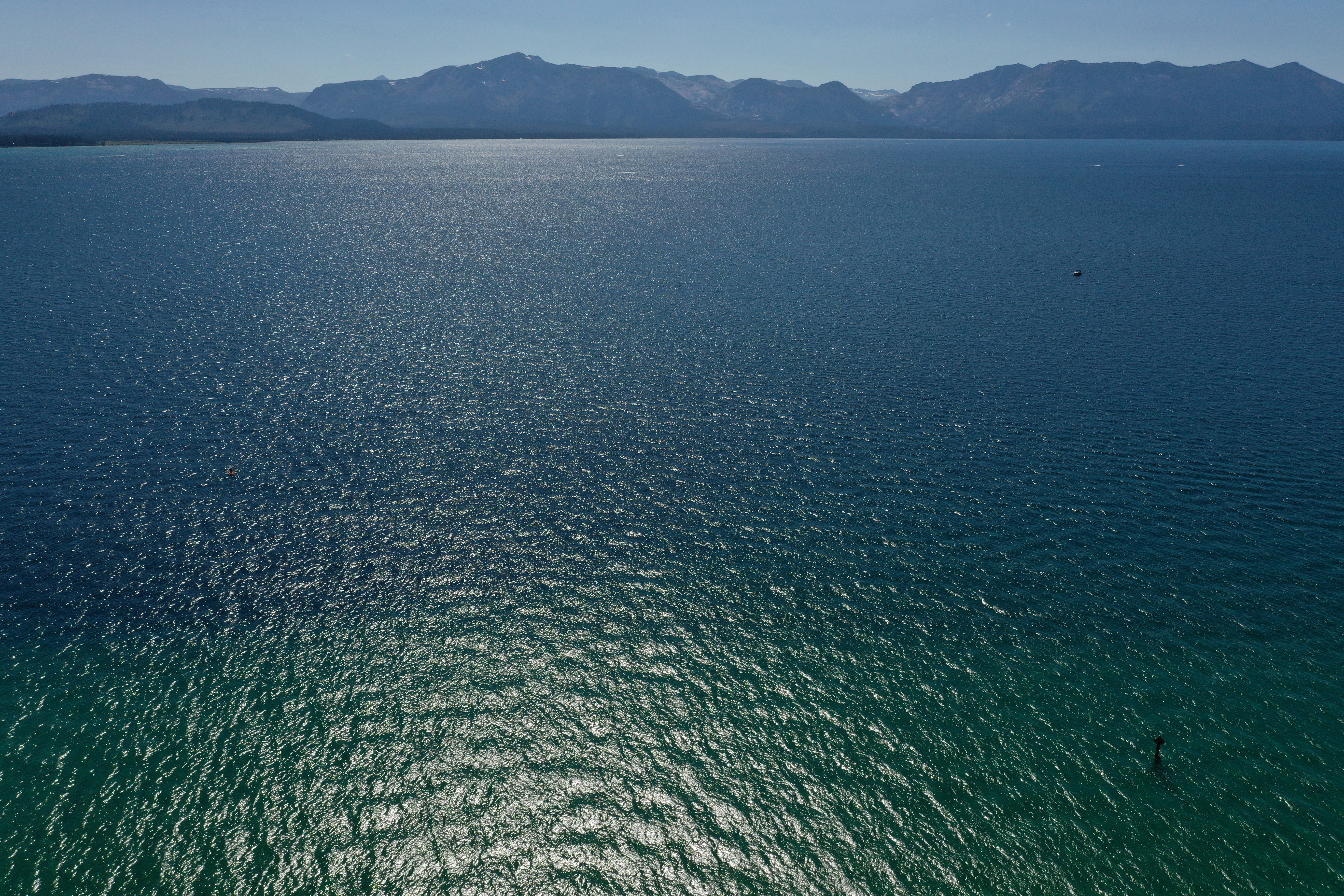
بحيرة تاهو، منظر لشاطئ كاليفورنيا من جانب نيفادا

يغذى 63 رافدًا بحيرة تاهو. تقارب مساحة مستجمع الروافد مساحة البحيرة وتنتج نصف مياهها.

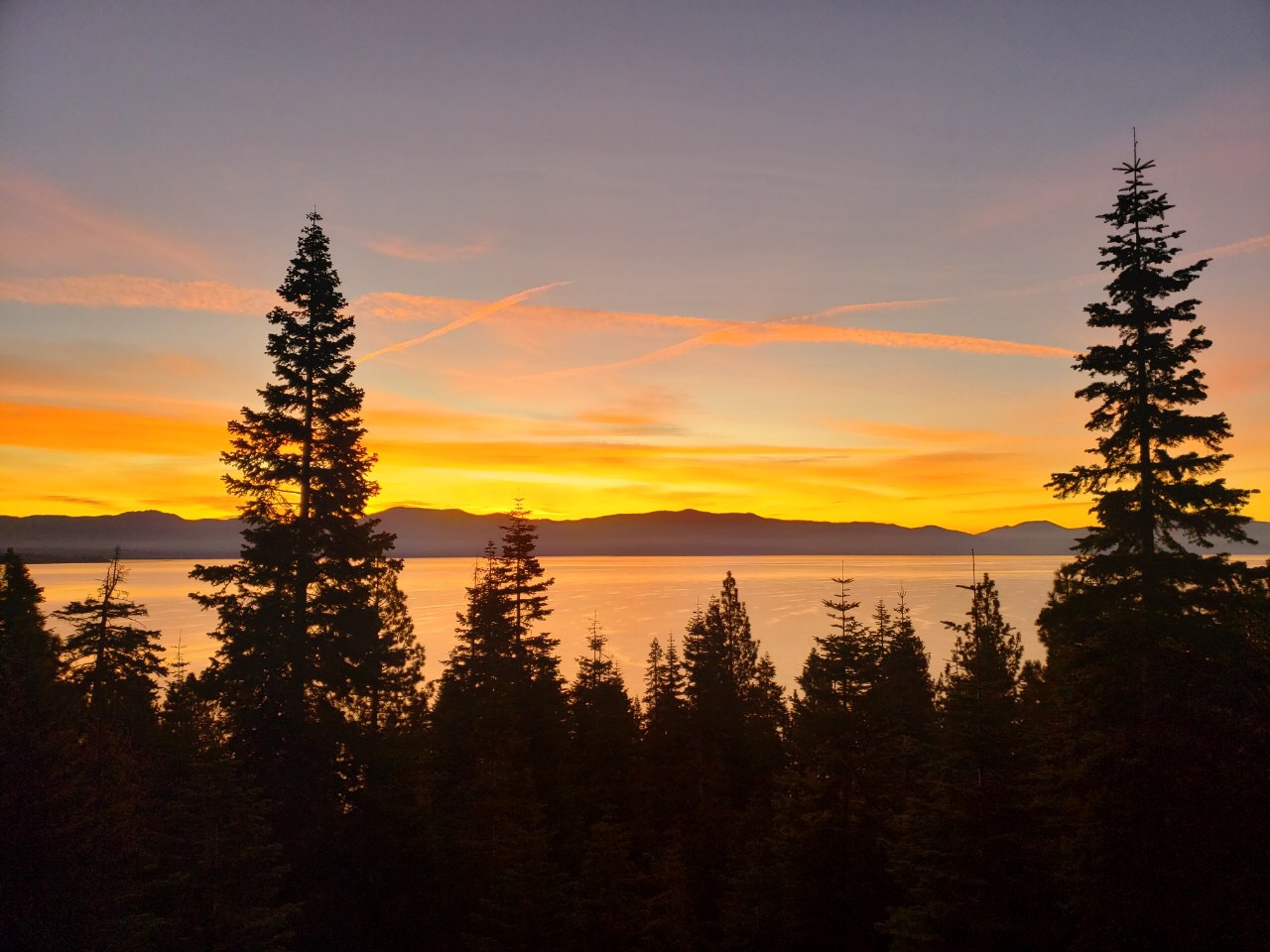
شروق الشمس فوق بحيرة تاهو

نهر تروكي هو المنفذ الوحيد للبحيرة، يتدفق شمال شرقًا عبر رينو، نيفادا، إلى بحيرة بيراميد التي ليس لها منفذ. يمثل ثلث المياه التي تغادر البحيرة، والباقي يتبخر من سطح البحيرة الشاسع. يتحكم سد بحيرة تاهو في تدفق نهر تروكي وارتفاع البحيرة عند المخرج. توجد الحافة الطبيعية على ارتفاع 1,897 متر (6,224 قدم) فوق مستوى سطح البحر، مع وجود مفيض عند السد للتحكم في الفيضان. الحد الأقصى القانوني، الذي يمكن السماح للبحيرة بالارتفاع إليه لتخزين المياه، هو 1,898.6 متر (6,229 قدم). في حوالي العام الجديد 1996/1997، أدى نهر الغلاف الجوي إلى ذوبان الثلوج وتسبب في فيضان البحيرة والنهر، مما أدى إلى إغراق مدينة رينو والمناطق المحيطة بها.

## التاريخ الطبيعي

### جيولوجيا
تشكل حوض بحيرة تاهو من خلال فالق عادي ذو حركة عمودية. أدت الكتل المرتفعة إلى إنشاء سلسلة جبال كارسون في الشرق وقمة سييرا نيفادا الرئيسة في الغرب. أدى الإسقاط إلى الأسفل وإمالة الكتلة (نصف فوالق أخدودية) إلى إنشاء حوض بحيرة تاهو بينهما. هذا النوع من الفوالق هو سمة من سمات جيولوجيا الحوض العظيم المجاور إلى الشرق.
بحيرة تاهو هي الأصغر من بين العديد من الأحواض الممتدة لمنطقة تشوه ووكر لين والتي تستوعب ما يقرب من 12 مـم (0.47 بوصة) في السنة من القص الانضغاطي بين سييرا نيفادا - كتلة الوادي العظيم وأمريكا الشمالية.
تشكل ثلاثة فوالق رئيسية حوض بحيرة تاهو: فالق غرب تاهو، المحاذي بين مايرز ومدينة تاهو، وهو الجزء المحلي من فالق سييرا نيفادا، الممتد على الشاطئ شمال وجنوب هذه المناطق؛ فالق الحدود الولائية / شمال تاهو، الذي يبدأ في منتصف البحيرة ويخلق الإغاثة التي تشكل الحدود الولائية لنيفادا؛ وفالق فيلايج المنحدر، الذي يمتد بالتوازي مع فالق الحدود الولائية / شمال تاهو في الخارج وفي فالق فيلايج المنحدر. يبدو أن فالق غرب تاهو هو الفالق الأكثر نشاطًا والأكثر خطورة في الحوض. استخدمت دراسة في بحيرة فولن ليف، جنوب بحيرة تاهو، تقنيات رسم خرائط قاع البحر لتصوير أدلة على الزلازل القديمة في غرب تاهو وكشفت أن الزلزال الأخير وقع بين 4100 و 4500 عام. كشفت الدراسات اللاحقة عن الانهيارات الأرضية تحت سطح البحر في بحيرة فولن ليف وبحيرة تاهو التي يُعتقد أنها نجمت عن الزلازل في فالق غرب تاهو ويوحي توقيت هذه الأحداث بفترة تكرارية من 3000 إلى 4000 سنة.
بعض من أعلى قمم حوض بحيرة تاهو التي تشكلت أثناء عملية إنشاء بحيرة تاهو هي قمة فريل بارتفاع 3,320 متر (10,892 قدم)، قمة مونمنت 3,068 متر (10,066 قدم)، قمة الهرم عند 3,043 متر (9,984 قدم)، وجبل تلاك على 2,967 متر (9,734 قدم). يفتخر الشاطئ الشمالي بثلاث قمم على ارتفاع أكثر من 3,000 متر (9,800 قدم) : جبل روز على 10,785 قدم (3,287 م)، وقمم هوتون وريلاي. جبل روز هي وجهة مشهورة جدًا للمشي لمسافات طويلة والتزلج في الريف.
شكلت الانفجارات البركانية من جبل بلوتو سد بركاني على الجانب الشمالي. ملأ ذوبان الثلوج الجزء الجنوبي والأدنى من الحوض ليشكل بحيرة تاهو الأجداد. أضافت الأمطار والجريان السطحي مياهًا إضافية.
نُحتت سييرا نيفادا المتاخمة لبحيرة تاهو عن طريق تجفيف الأنهار الجليدية خلال العصور الجليدية، والتي بدأت منذ مليون سنة أو أكثر، وتراجعت منذ 15000 عام تقريبًا في نهاية العصر الجليدي. نحتت الأنهار الجليدية الأخاديد التي أصبحت اليوم معالم بارزة مثل خليج الزمرد وبحيرة كاسكاد وبحيرة فولن ليف وغيرها. لم تكن بحيرة تاهو نفسها تحتوي على أنهار جليدية، ولكن بدلاً من ذلك يتم الاحتفاظ بالمياه عن طريق سد الرواسب البركانية الميوسينية.
تأتي التربة في حوض في المقام الأول من الصخورالأنديزيتية البركانية والجرانوديوريتية، ومن مناطق أصغر من الصخور المتحولة.بعض قيعان الوادي ومنحدرات التلال السفلية مغطاة بطبقات جليدية، أو مواد الانجراف الجليدية المشتقة من الصخور الأم. تشكل التربة الرملية والنتوءات الصخرية والأنقاض والأنهار الصخرية أكثر من 70٪ من مساحة اليابسة في الحوض. تربة الحوض (ذات حبيبات أصغر من 2 مم) بشكل عام 65-85٪ رمل (0.05-20 مم).
بالنظر إلى العمق الكبير لبحيرة تاهو، ومواقع الفوالق الطبيعية داخل الأجزاء العميقة من البحيرة، تشير النمذجة إلى أن الزلازل على هذه الفوالق يمكن أن تؤدي إلى حدوث موجات تسونامي. من المتوقع أن تكون ارتفاع موجات تسونامي هذه في حدود 10 إلى 33 قدم (3 إلى 10 م)، قادرة على عبور البحيرة في دقائق قليلة. يُعتقد أن الانهيار الهائل للحافة الغربية للحوض الذي شكل خليج ماكيني منذ حوالي 50000 عام قد تسبب في حدوث موجة تسونامي/سيش بارتفاع يقترب من 330 قدم (100 م).

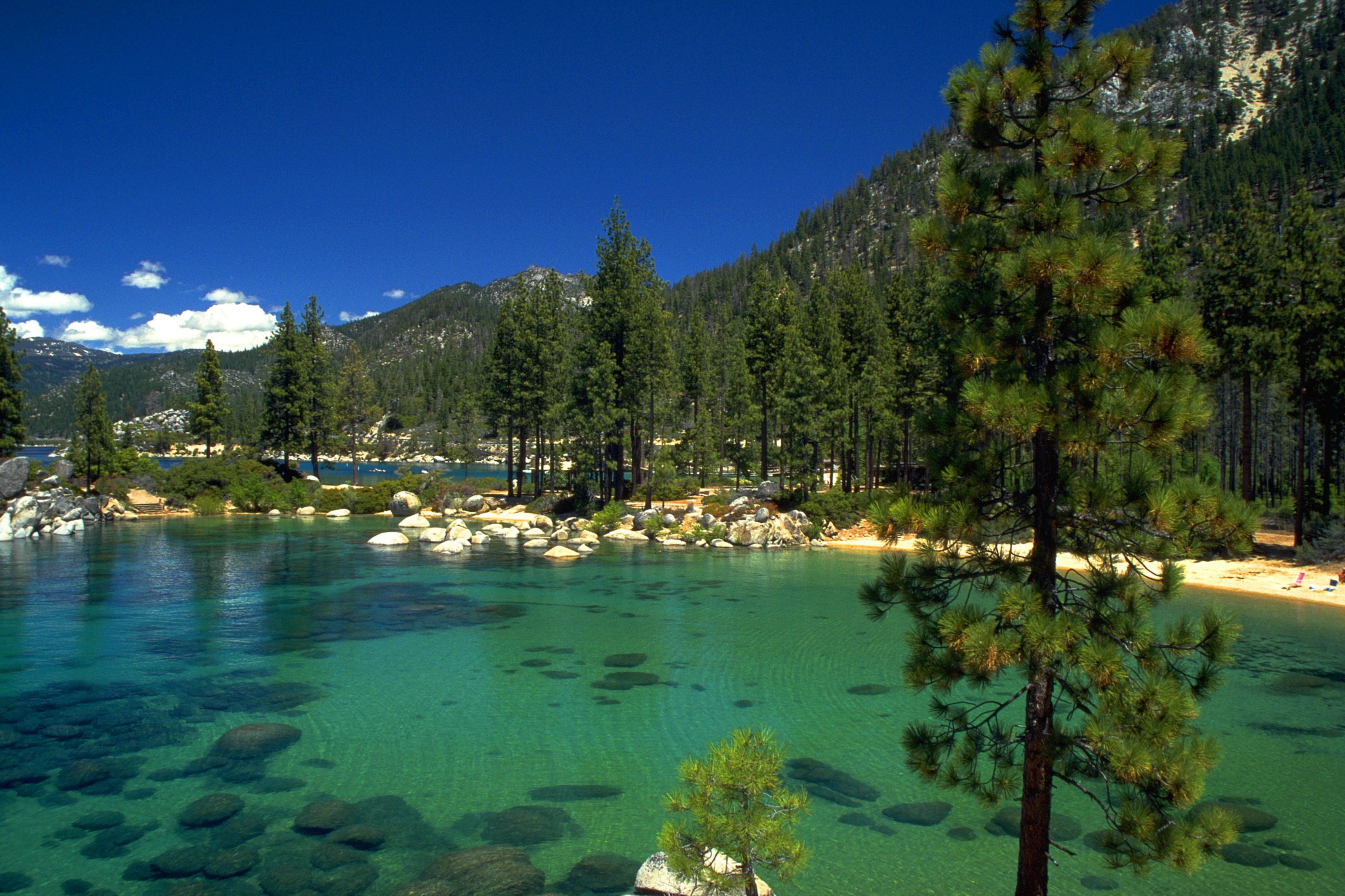
بحيرة تاهو

### المناخ

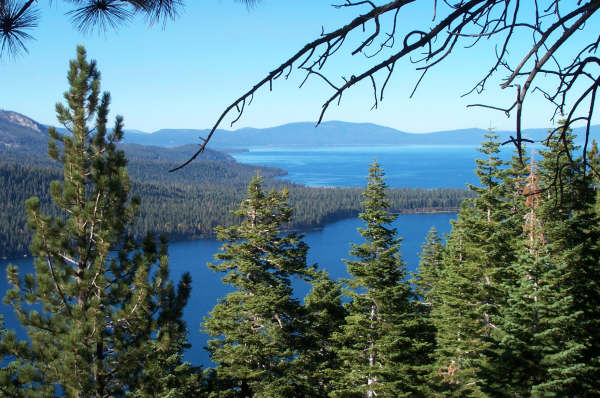
بحيرة الأوراق المتساقطة وبحيرة تاهو في الخلفية من طريق أنجورا ريدج. إلى منتجع أنجورا ليكس

تتمتع بحيرة تاهو بمناخ قاري صيفي جاف (Dsb في تصنيف مناخ كوبن)، يتميز بصيف دافئ وجاف وشتاء بارد مع تساقط ثلوج منتظم. متوسط هطول الأمطار السنوي يتراوح من أكثر من 55 بوصة (1 440 مم) لمستجمعات المياه على الجانب الغربي من الحوض إلى حوالي 26 بوصة (660 مم) بالقرب من البحيرة على الجانب الشرقي من الحوض. تسقط معظم الأمطار على شكل ثلوج بين شهري نوفمبر وأبريل، على الرغم من أن العواصف الممطرة مع الذوبان السريع للثلوج هي المسؤولة عن أكبر الفيضانات. هناك تدفق سنوي واضح لذوبان الجليد في أواخر الربيع وأوائل الصيف، ويختلف توقيته من سنة إلى أخرى. في بعض السنوات، تجلب العواصف الموسمية الصيفية من الحوض العظيم هطول أمطار غزيرة، خاصة إلى المرتفعات على الجانب الشمالي الشرقي من الحوض.
عادة ما يكون أغسطس هو أكثر الشهور دفئًا في مطار ليك تاهو (الارتفاع 6,254 قدم (1,906 م)) بمتوسط حد أقصى 78.7 درجة فهرنهايت (25.9 °C) ومتوسط حد أدنى 39.8 درجة فهرنهايت (4.3 درجة مئوية). يناير هو أبرد شهر بمتوسط حد أقصى 41.0 درجة فهرنهايت (5.0 °C) ومتوسط حد أدنى 15.1 درجة فهرنهايت (−9.4 درجة مئوية). الحد الأقصى في جميع الأوقات هو 99 درجة فهرنهايت (37.2 °C) تم تسجيله في 22 يوليو 1988. الحد الأدنى طوال الوقت هو −16 درجة فهرنهايت (−26.7 °C) تم تسجيله في 9 ديسمبر 1972. تتجاوز درجات الحرارة 90 درجة فهرنهايت (32.2 °C) بمتوسط 20 يوم سنويًا. الحد الأدنى لدرجات الحرارة 32 درجة فهرنهايت (0 درجة مئوية) أو أقل تحدث بمتوسط 2 318 يوم سنويًا، ودرجات حرارة دنيا تبلغ 0 درجة فهرنهايت (−17.8 درجة مئوية) أو أقل تحدث بمتوسط 76 يوم سنويًا. حدثت درجات حرارة متجمدة في كل شهر من العام.
يظهر الجدول التالي التغييرات المناخية على مدار السنة لبحيرة تاهو:
| البيانات المناخية لـبحيرة تاهو              | البيانات المناخية لـبحيرة تاهو | البيانات المناخية لـبحيرة تاهو | البيانات المناخية لـبحيرة تاهو | البيانات المناخية لـبحيرة تاهو | البيانات المناخية لـبحيرة تاهو | البيانات المناخية لـبحيرة تاهو | البيانات المناخية لـبحيرة تاهو | البيانات المناخية لـبحيرة تاهو | البيانات المناخية لـبحيرة تاهو | البيانات المناخية لـبحيرة تاهو | البيانات المناخية لـبحيرة تاهو | البيانات المناخية لـبحيرة تاهو | البيانات المناخية لـبحيرة تاهو |
| الشهر                                       | يناير                          | فبراير                         | مارس                           | أبريل                          | مايو                           | يونيو                          | يوليو                          | أغسطس                          | سبتمبر                         | أكتوبر                         | نوفمبر                         | ديسمبر                         | المعدل السنوي                  |
| ------------------------------------------- | ------------------------------ | ------------------------------ | ------------------------------ | ------------------------------ | ------------------------------ | ------------------------------ | ------------------------------ | ------------------------------ | ------------------------------ | ------------------------------ | ------------------------------ | ------------------------------ | ------------------------------ |
| الدرجة القصوى °ف (°م)                       | 59 (15)                        | 60 (16)                        | 67 (19)                        | 74 (23)                        | 89 (32)                        | 90 (32)                        | 99 (37)                        | 94 (34)                        | 87 (31)                        | 80 (27)                        | 70 (21)                        | 60 (16)                        | 99 (37)                        |
| متوسط درجة الحرارة الكبرى °ف (°م)           | 38.6 (3.7)                     | 40.3 (4.6)                     | 44.0 (6.7)                     | 50.4 (10.2)                    | 59.6 (15.3)                    | 68.7 (20.4)                    | 77.9 (25.5)                    | 77.2 (25.1)                    | 69.8 (21.0)                    | 58.8 (14.9)                    | 46.9 (8.3)                     | 40.3 (4.6)                     | 56.0 (13.3)                    |
| متوسط درجة الحرارة الصغرى °ف (°م)           | 19.1 (−7.2)                    | 19.9 (−6.7)                    | 22.8 (−5.1)                    | 26.9 (−2.8)                    | 32.8 (0.4)                     | 38.6 (3.7)                     | 44.4 (6.9)                     | 43.7 (6.5)                     | 39.0 (3.9)                     | 32.3 (0.2)                     | 25.8 (−3.4)                    | 20.8 (−6.2)                    | 30.5 (−0.8)                    |
| أدنى درجة حرارة °ف (°م)                     | −14 (−26)                      | −15 (−26)                      | −6 (−21)                       | 5 (−15)                        | 9 (−13)                        | 24 (−4)                        | 22 (−6)                        | 28 (−2)                        | 21 (−6)                        | 9 (−13)                        | 1 (−17)                        | −16 (−27)                      | −16 (−27)                      |
| الهطول إنش (مم)                             | 5.97 (152)                     | 5.29 (134)                     | 4.12 (105)                     | 2.14 (54)                      | 1.20 (30)                      | 0.65 (17)                      | 0.26 (6.6)                     | 0.30 (7.6)                     | 0.59 (15)                      | 1.82 (46)                      | 3.57 (91)                      | 5.55 (141)                     | 31.47 (799)                    |
| متوسط تساقط الثلوج إنش (سم)                 | 45.9 (117)                     | 36.5 (93)                      | 35.2 (89)                      | 15.9 (40)                      | 3.7 (9.4)                      | 0.2 (0.51)                     | 0 (0)                          | 0 (0)                          | 0.3 (0.76)                     | 2.4 (6.1)                      | 15.5 (39)                      | 35.2 (89)                      | 190.7 (484)                    |
| المصدر: The Western Regional Climate Center |                                |                                |                                |                                |                                |                                |                                |                                |                                |                                |                                |                                |                                |

### البيئة

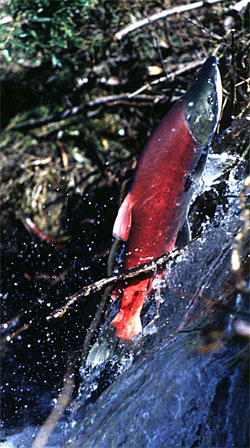
سمك السلمون الأحمر يقفز على سد القندس

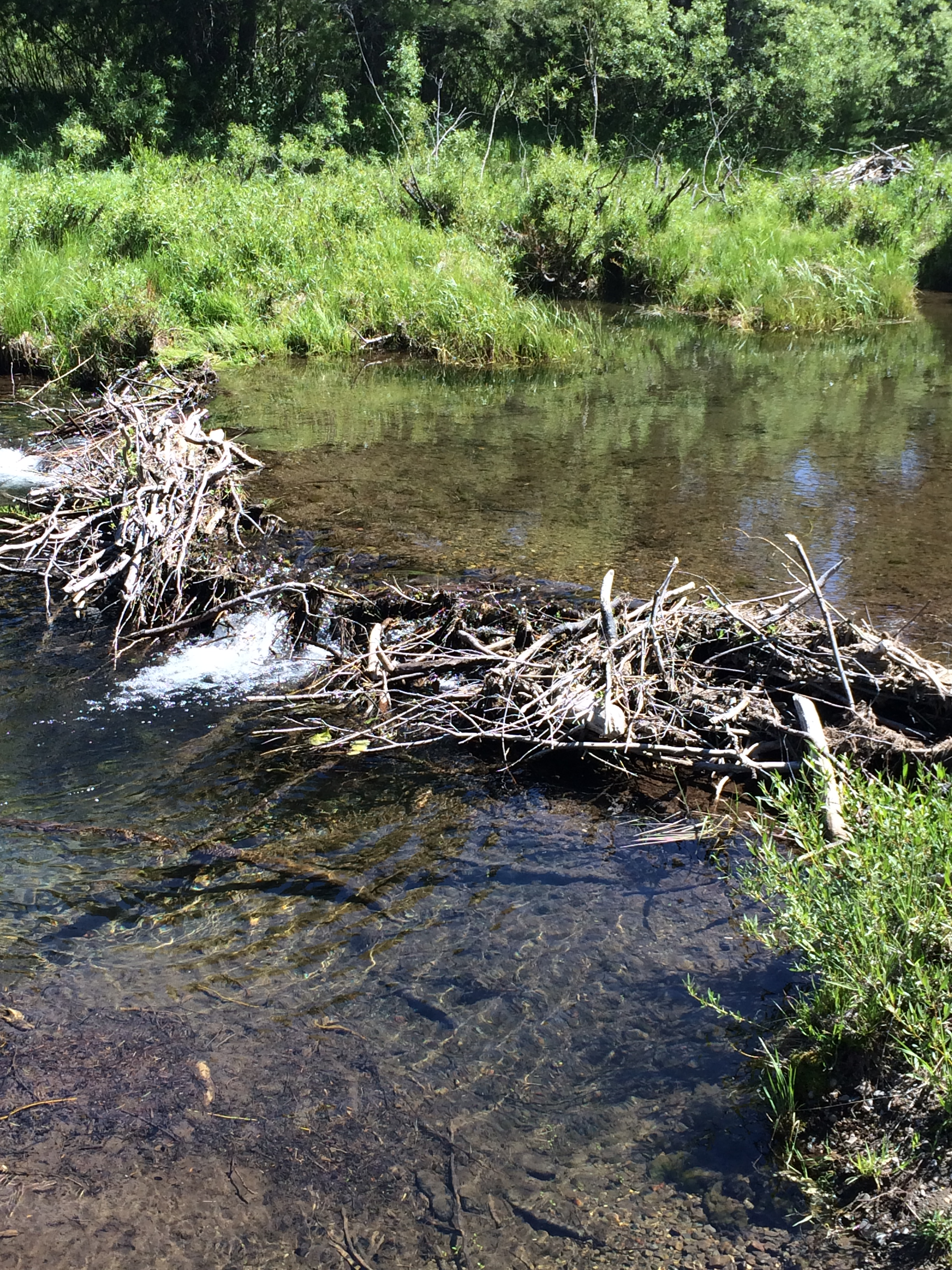
سد سمور تالف على بلاكوود كريك. يعبر سمك السلمون المرقط سدود القندس بسهولة وقد تكون أحواضها بمثابة فواصل حرجة لحرائق الغابات.

يهيمن على الغطاء النباتي في حوض من غابة صنوبرية مختلطة من صنوبر جيفري (Pinus jeffreyi)، صنوبر لودجيبول (Pinus contorta)، التنوب الأبيض (Abies concolor)، التنوب الأحمر (Abies magnifica)، صنوبر السكر (Pinus lambertiana)، أرز كاليفورنيا (Calocedrus decurrens)، صنوبر بونديروسا (Pinus ponderosa)، والصنوبر الأبيض الغربي (Pinus monticola). يحتوي الحوض أيضًا على مساحات كبيرة من المروج الرطبة والمناطق المشاطئة، والمروج الجافة، وحقول الأجمة (مع عنبيات الدب وCeanothus) ومناطق النتوءات الصخرية، خاصة في الارتفاعات العالية. السيانوثوس قادر على تثبيت النيتروجين، ولكن ألدر الجبل (Alnus tenuifolia)، الذي ينمو على طول العديد من مجاري الحوض والينابيع والتسربات، ويثبت كميات أكبر بكثير، ويساهم بشكل ملموس في تركيزات نترات- N في بعض الجداول الصغيرة. تعد شواطئ بحيرة تاهو الموطن الوحيد المعروف ليلوكريس بحيرة تاهو النادر (Rorippa subumbellata)، وهو نبات ينمو في الرمال الرطبة بين مستويات المياه المنخفضة والعالية. كان الغطاء النباتي في البحيرة نفسها يتألف سابقًا من طحالب كارا وجومفونيس وشمبلان مغمور (Ceratophyllum demersum)، ولكن الإدخال الأخير لعشب البركة المجعد (Potamogeton crispus)، وزيت أوراسيا (Myriophyllum spicatum)، وزيغنيما وكلادوفورا حولت البيئة القريبة من الشاطئ.
الأسماك المحلية من البحيرة تشمل سمك السلمون المرقط (Oncorhynchus clarki henshawi)، سمك الجبل الأبيض (Prosopiurm williamsoni)، لامونتان الأرقط دايس (Rhinichthys osculus robustus)، ريدسايد لاهونتان (Rhinichthys egregious)، توي الشوب بحيرة لاهونتان (Siphateles bicolor pectinifer)، تاهو مصاصة (Catostomus tahoensis)، مصاصة جبل لاهونتان (Catostomus platyrhynchus lahontan)، وبايوت سكالبين (Cottus beldingi). انخفض عدد هذه الأسماك بشكل كبير بسبب إدخال الأسماك غير الأصلية، وهي البطلينوس الآسيوي (Corbicula fluminea)، والروبيان مايسيدا. أدت المنافسة من الأسماك المُدخلة إلى استئصال سلمون الحلق تمامًا من البحيرة في أوائل القرن العشرين حتى بدأت جهود إعادة التوطين في عام 2019  م.
وتشمل أنواع الأسماك المستقدمة سلمون البحيرة (Salvelinus namaycush)، سلمون قوس قزح (Oncorhynchus mykiss gairdneri)، السلمون الأحمر (Oncorhyncus nerka)، السلمون البني (Salmot rutta)، السلمون المرقط (Salvelinus fontinalis)، الكارب الشائع (Cyprinus carpio)، الماسح الذهبي (Notemigonus crysoleucas)، سمكة البعوض الغربي (Gambusia affinis)، الخيشوم (Lepomis macrochirus)، الأسود (Pomoxis nigromaculatus) والأبيض (Pomoxis annularis) الكرابي، ارجموث (salmoides Micropterus) وسمالموث (Micropterus dolomieu) باس، والبلهد البني (Ameiurus nebulosus). في كل خريف، من أواخر سبتمبر وحتى منتصف أكتوبر، يتحول سمك السلمون الناضج من اللون الأزرق الفضي إلى اللون القرمزي الناري، ويصعد تايلور كريك، بالقرب من غرب بحيرة تاهو. مع اقتراب موسم التفريخ، تكتسب الأسماك فك أحدب وبارز. بعد التفريخ، تموت جثثها وتوفر وليمة لتجمعات المنك والدببة والنسور الصلعاء. نُقل السلمون غير الأصلي من شمال المحيط الهادئ إلى بحيرة تاهو في عام 1944  م.
أعادت إدارة الأسماك والحياة البرية في كاليفورنيا وخدمة الغابات الأمريكية قندس أمريكا الشمالية إلى حوض تاهو بين عامي 1934 و 1949. ينحدر من ما لا يزيد عن تسعة أفراد، وصل عدد القنادس عام 1987  م على نهر تروكي العلوي والسفلي إلى كثافة 0,72 مستعمرة (3.5 قنادس) لكل كيلومتر. في الوقت الحالي، شوهد القندس في تاهو كيز، وتايلور كريك، وميكس كريك في خليج ميكس على الشاطئ الغربي، وكينغز بيتش على الشاطئ الشمالي، لذلك يبدو أن أحفاد القنادس التسعة الأصلية قد هاجروا حول معظم بحيرة تاهو. أثبتت الأدلة المادية الجديدة مؤخرًا أن القندس كان موطنًا لسييرا حتى منتصف القرن التاسع عشر على الأقل، من خلال التأريخ بالكربون المشع لخشب القندس المدفون الذي اكتشف بواسطة شق القناة العميقة في مستجمعات المياه في نهر فيذر. كان هذا التقرير مدعومًا بموجز للأدلة غير المباشرة على القندس متضمنًا حسابات المراقبة الموثوقة للقندس في مستجمعات المياه المتعددة من الشمال إلى جنوب سييرا نيفادا، بما في ذلك المنحدر الشرقي. سجل موثق محدد لقندس عاش تاريخيًا في مستجمعات المياه في نورث كانيون كريك ببحيرة تاهو فوق غلينبروك يتضمن وصفًا لمزارع سبونر ميدو تشارلز فولستون الذي استأجر حارسًا للسيطرة على القنادس في أوائل القرن العشرين. أظهرت دراسة حديثة لتايلور كريك أن إزالة سد القندس قللت من موائل الأراضي الرطبة، وزيادة تدفق التيار، وزيادة ملوثات الفوسفور الكلية التي تدخل بحيرة تاهو وهي جميع العوامل التي تؤثر سلبًا على صفاء مياه البحيرة. بالإضافة إلى ذلك، تبين أن سدود القندس الواقعة في وارد كريك، الواقعة على الشاطئ الغربي لبحيرة تاهو، تقلل من المغذيات والرواسب التي تنتقل في اتجاه مجرى النهر.
يمكن لدرجات حرارة البحيرة الباردة وعمقها الشديد إبطاء معدل تحلل المواد العضوية. على سبيل المثال، عُثر على غواص على عمق 300 قدم (90 م) بعد مرور 17 عاما بعد فقده، وكان جسده محفوظًا بشكل شبه كامل.

## التاريخ البشري

### السكان الاصليين
كانت المنطقة المحيطة ببحيرة تاهو مأهولة في السابق من قبل الأمريكيين الأصليين الواشو. كانت بحيرة تاهو مركز وقلب إقليم واشوي الهندي، بما في ذلك الوديان العلوية في أنهار ووكر وكارسون وتروكي.
يعتبر كهف روك هو تكوين صخري كبير يقع على الشاطئ الجنوبي الشرقي للبحيرة موقعًا مقدسًا لهنود واشو. أطلق شعب واشو على كهف روك deʔek wadapush (واشو الصخرة الرمادية الواقفة). جزء من سبب شعور واشو بأن الكهف كان مقدسًا يرجع إلى تكوين صخري «سيدة البحيرة» على جانب الكهف يبدو وكأنه صورة وجه امرأة يحدق باتجاه البحيرة. أقام أسلاف واشو طقوسًا دينية داخل الكهف. كانت هناك احتجاجات كبيرة ولكن غير ناجحة من القبيلة عندما حفر نفق عبر الصخرة عام 1931  م للطريق السريع 50.

### الاستكشاف والتسمية
كان الملازم جون سي فريمونت أول أمريكي أوروبي يرى بحيرة تاهو، خلال بعثته الاستكشافية الثانية في 14 فبراير 1844. أطلق عليها فريمونت اسم «بحيرة بونبلاند» نسبة إلى إيمي جاك ألكسندر بونبلاند (عالم النبات الفرنسي الذي رافق المستكشف البروسي ألكسندر فون هومبولت في استكشافه للمكسيك وكولومبيا ونهر الأمازون). لم يصبح استخدام بحيرة بونبلاند شائعًا أبدًا، وتغير الاسم من «بحيرة الجبل» إلى «بحيرة فريمونت» بعد عدة سنوات. جون كالهون جونسون، مستكشف سييرا ومؤسس «Johnson's Cutoff» (الآن طريق الولايات المتحدة رقم 50)، أطلق عليها اسم بحيرة الأوراق المتساقطة (بالإنجليزية: Fallen Leaf Lake)‏ على اسم دليله الهندي. كانت أول وظيفة لجونسون في الغرب في الخدمة الحكومية لنقل البريد على المزالج من بلاسيرفيل إلى مدينة نيفادا، وخلال ذلك الوقت أطلق عليها اسم «بحيرة بيغلر» على اسم حاكم كاليفورنيا الثالث جون بيغلر. في عام 1853  م، عرّف ويليام إيدي، المساح العام لولاية كاليفورنيا، البحيرة باسم بحيرة بيغلر.

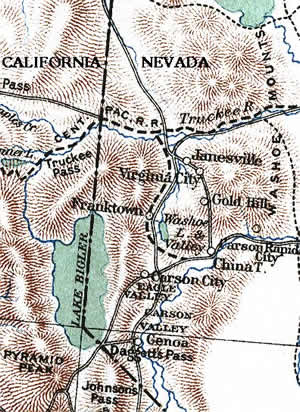
خريطة من ستينيات القرن التاسع عشر لـ أثناء جدل الاسم

لم يصبح الاستخدام عالميًا، فبحلول بداية الحرب الأهلية الأمريكية في عام 1861  م، أصبح الحاكم السابق بيغلر، الذي كان يومًا ما من حزب الأرض الحرة الديموقراطية (بالإنجليزية: Free Soil Democrat)‏، من المتعاطفين الكونفدراليين المتحمسين لدرجة أن دعاة الاتحاد اعترضوا على الاسم. النقابيون والجمهوريون على حد سواء سخروا من اسم الحاكم السابق على البحيرة في الخرائط الرسمية للدولة. دعت الصحف المؤيدة للاتحاد إلى «تغيير من تسمية انفصالي هذه» و«عدم وجود أسماء كوبرهيد على معالمنا بالنسبة لنا». اقترح العديد من الأعضاء الوحدويين في الهيئة التشريعية تغيير الاسم إلى السبر الخيالي «تولا توليا». اقترح اتحاد سكرامنتو مازحًا اسم «بيغلر الطويل (بالإنجليزية: Largo Bergler)‏» بسبب عدم الكفاءة المالية المتصورة على نطاق واسع لبيغلر في ولايته النهائية وتعاطفه مع الجنوب المعاصر. في غضون عام، أشارت الخرائط المختلفة إلى البحيرة ليس فقط باسم بيغلر، ولكن أيضًا باسم «بحيرة الجبل» و«بحيرة ماهيون».
اتخذ النقاش اتجاهًا جديدًا عندما انضم ويليام هنري نايت، رسام الخرائط بوزارة الداخلية الأمريكية الفيدرالية، والزميل الدكتور هنري ديجروت من اتحاد سكرامنتو إلى الجدل السياسي في عام 1862  م. عندما أكمل نايت خريطة جديدة للبحيرة، طلب صانع الخرائط من ديغروت اسمًا جديدًا للبحيرة. اقترح ديغروت «تاهو»، وهو اسم قبلي محلي يعتقد أنه يعني «الماء في مكان مرتفع». وافق نايت، وأرسل برقية إلى مكتب الأراضي في واشنطن العاصمة لتغيير جميع الخرائط الفيدرالية رسميًا لتصبح الآن «بحيرة تاهو». أوضح نايت لاحقًا رغبته في تغيير الاسم، فكتب، «لاحظت (للكثيرين) أن الناس قد أعربوا عن عدم رضاهم عن اسم بيغلر، الذي يُمنح تكريمًا لرجل لم يميز نفسه بأي إنجاز واحد، وقلت الآن هو الوقت المناسب لاختيار اسم مناسب وتثبيته إلى الأبد على تلك الصفيحة الجميلة من الماء ».
لم تحظ «بحيرة تاهو»، مثل «بحيرة بيغلر» أيضًا، بقبول عالمي. مارك توين، ناقد الاسم الجديد، أطلق عليه «كنية غير موسيقية». في مقال افتتاحي عام 1864  م بخصوص الاسم في مشروع فرجينيا سيتي الإقليمي، استشهد توين ببيجلر على أنه «الاسم الشرعي للبحيرة، وسيظل محتفظًا به حتى يخترع اسم أقل ثباتًا، وشبعًا، ومخادعًا من تاهو.» في رواية توين «الأبرياء في الخارج» (1869 Innocents Abroad)، واصل توين السخرية من الاسم في رحلاته الخارجية. «يقول الناس أن تاهو تعني" البحيرة الفضية "-" المياه الليمفاوية "-" الورقة المتساقطة ". كلام فارغ! وتعني حساء الجندب، وهو الطبق المفضل لقبيلة الحفار - وكذلك من قبيلة البايوت ». بدأ ديموقراطي بلاسرفيل ماونتين إشاعة سيئة السمعة مفادها أن «تاهو» كان في الواقع منشقًا هنديًا نهب المستوطنين البيض. لمواجهة الحكومة الفيدرالية، أعادت الهيئة التشريعية لولاية كاليفورنيا التأكيد في عام 1870  م على أن البحيرة كانت تسمى بالفعل «بحيرة بيغلر».
ولكن في معظم الاستطلاعات وعامة الناس كانت تعرف باسم بحيرة تاهو. بحلول نهاية القرن التاسع عشر، كان استخدام «بحيرة بيغلر» قد تراجع بالكامل تقريبًا من المفردات الشعبية لصالح «تاهو». عكست الهيئة التشريعية لولاية كاليفورنيا قرارها السابق رسميًا في عام 1945  م، وغيرت الاسم رسميًا إلى بحيرة تاهو.

### عصر التعدين
عند اكتشاف الذهب في ساوث فورك للنهر الأمريكي عام 1848  م، مر آلاف الباحثين عن الذهب المتجهين غربًا بالقرب من الحوض في طريقهم إلى حقول الذهب. أثر الأوروبيون لأول مرة على حوض بحيرة تاهو باكتشاف «كومستوك لود» عام 1858  م، وهو ترسبات فضية على بعد 15 ميلاً فقط (24 كم) إلى الشرق من فيرجينيا سيتي بنيفادا. من عام 1858  م حتى عام 1890  م تقريبًا، كان قطع الأشجار في الحوض يوفر أخشابًا كبيرة لدعم الأعمال تحت الأرض لمناجم «كومستوك». كان قطع الأشجار واسع النطاق لدرجة أن الحطابين قطعوا كل الغابة الأصلية تقريبًا.
أصبحت بحيرة تاهو مركزًا للنقل للمنطقة المحيطة حيث بدأ التعدين وقطع الأشجار، قبل تطوير خطوط السكك الحديدية. كان تسليم البريد الأول عبر مركب شراعي يستغرق أسبوعًا لزيارة كل من المجتمعات الواقعة على ضفاف البحيرة.كان «الحاكم بلاسديل» أول قارب بخاري في بحيرة تاهو وهو زورق قطر ذو العجلة المجذافة الذي يبلغ طوله 13 متر (43 قدم) والذي يسحب طوافات الأخشاب إلى منشرة على الجانب الجنوبي من خليج غلينبروك من عام 1863  م حتى انفجر المرجل في عام 1877  م. كانت كل من القاطرة «تروكي» التي يبلغ طولها 40 قدم (12 م) و«إميرالد» مدفوعة بالمروحة التي يبلغ طولها 55 قدم (17 م) تجران أيضًا طوافات خشبية في عام 1870  م. جلب «جي أي تودمان» خدمة الركاب التي تعمل بالبخار إلى بحيرة تاهو في عام عن طريق 1872 بوضع «الحاكم ستانفورد» تحت الخدمة، وهي سفينة بخارية ذات عجلات جانبية بسعة 125 راكبًا وبطول 100 قدم (30 م)، والتي خفضت زمن رحلة تسليم البريد حول بحيرة تاهو إلى ثماني ساعات. توسعت خدمة تودمان مع استقدام القوارب البخارية «مامي» و«نياغارا» و«تود غودوين». قدمت لورانس وكومستوك المنافسة باخرة ذات هيكل فولاذي «تالاك» في عام 1890  م وبعد ذلك اشترت بواخر تودمان «مامي» و«تود غودوين». اشترت شركة كارسون وتاهو لمبر وفلومينج الباخرة «نياغارا» (83 قدم (25 م)) وبنت القوارب البخارية ذات الهيكل الحديدي «ميتيور» في عام 1876  م و«إميرالد (الثانية)» في عام 1887  م. كانت «ميتيور»(75 قدم (23 م)) أسرع قارب في بحيرة تاهو بسرعة 22 ميل (35 كـم) في الساعة. سيطرت «شركة بحيرة تاهو للسكك الحديدية والنقل» على مسار الركاب والبريد بعد إطلاق زورقهم البخاري «تاهو» الذي يتسع لـ 200 راكب في 24 يونيو 1896. كان طول تاهو الذي يبلغ وزنه 154 طنًا يبلغ 170 قدم (52 م) مع شعاع رفيع يبلغ طوله 18 قدم (5.5 م) بحيث يمكن لمحركاتها التي تبلغ قوتها 1200 حصان (890 كيلو واط) دفعها فوق البحيرة بسرعة 18.5 عقدة. اشترت «شركة بحيرة تاهو للسكك الحديدية والنقل» السفينة «تالاك» وأعادت بنائها لتصبح «نيفادا» (20 قدم (6.1 م)) لتكون بمثابة باخرة احتياطية عندما تتطلب «تاهو» الصيانة.
احترقت «تود غودوين» في تالاك، وتقاعدت معظم القوارب البخارية الأخرى حيث نفدت الأشجار من المناشر وبدأ الناس يسافرون بالسيارات. ألغيت «نياغارا» في مدينة تاهو عام 1900  م. كانت «الحاكم ستانفورد» على الشاطئ في جلينبروك حيث استخدمت غلايته حتى عام 1942  م في منازل ريفية للتدفئة في جلينبروك إن آند رانش. استمرت القوارب البخارية في حمل ساعي البريد حول بحيرة تاهو حتى عام 1934  م، عندما سُلم عقد البريد إلى زورق آلي «ماريان ب» (42 قدم (13 م)) مدعوم بمحركين من شفروليه. انتقل تسليم البريد إلى الشاطئ بعد أن فقدت «ماريان ب» في 17 مايو 1941 مع مالكها وساعي البريد الذي كان يحاول تسليم البريد أثناء عاصفة. غادرت «إميرالد (الثانية)» (60 قدم (18 م) بحيرة تاهو في عام 1935  م لتصبح قارب صيد في سان دييغو. تم شراء تاهو التاريخية ونيفادا و«ميتيور» مع الأمل في الحفاظ عليها؛ ولكن تم إغراقها في المياه العميقة بعد التدهور مما جعل الحفاظ عليهاغير عملي. يقع الاثنان الأخيران في خليج جلينبروك، لكن تاهو غرقت في مياه أعمق.

### تنمية
حتى في عصر التعدين، اعترف بمكانة الحوض كوجهة سياحية، حيث تأسست مدينة تاهو عام 1864  م مننتجعًا لمدينة فيرجينيا.
ازداد التقدير العام لحوض تاهو، وخلال جلسات الكونغرس في الأعوام 1912 و 1913 و 1918، حاول أعضاء الكونغرس، دون جدوى، تصنيف الحوض منتزهً وطنيًا.

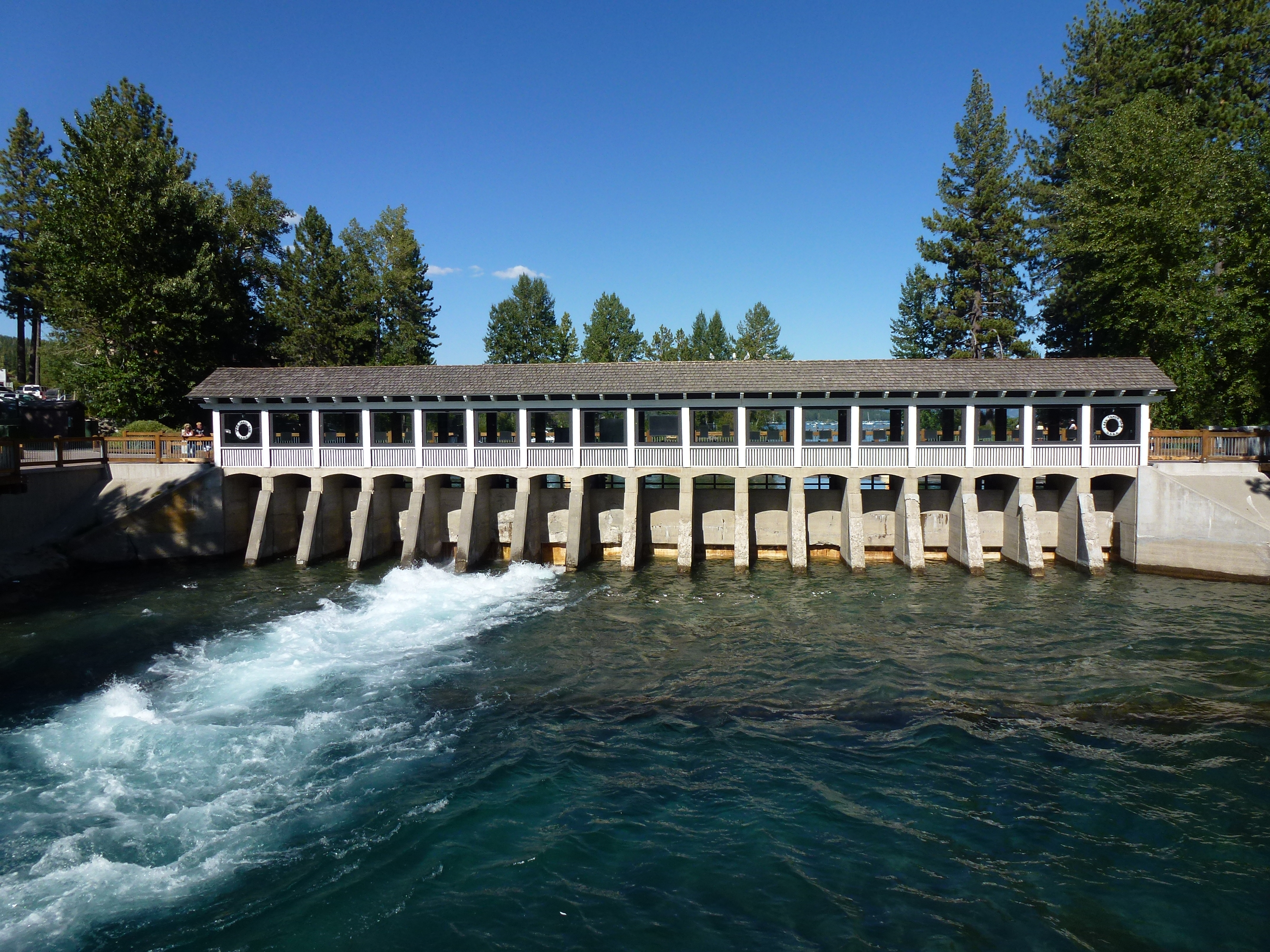
المنفذ الوحيد لبحيرة تاهو ومنابع نهر تروكي في سد بحيرة تاهو

في حين أن بحيرة تاهو هي بحيرة طبيعية، إلا أنها تستخدم أيضًا لتخزين المياه من قبل منطقة تروكي كارسون للري (TCID). يتحكم سد بحيرة تاهو في مستوى البحيرة، والذي بني عام 1913  م عند منفذ البحيرة الوحيد، نهر تروكي، في مدينة تاهو. يمكن لهذا السد الذي يبلغ ارتفاعه 18 قدم (5.5 م) أن يزيد من قدرة البحيرة بمقدار 744,600 قدم فدان (918,500,000 م3).
خلال النصف الأول من القرن العشرين، كانت التنمية حول البحيرة تتمثل في عدد قليل من بيوت العطلات. أدى الازدهار السكاني والبناء في فترة ما بعد الحرب العالمية الثانية، متبوعًا ببناء كازينوهات المقامرة في جزء نيفادا من الحوض خلال منتصف الخمسينيات من القرن الماضي، وإكمال روابط الطرق السريعة بين الولايات [[الألعاب الأولمبية الشتوية 1960|لدورة الألعاب الأولمبية الشتوية لعام 1960  م التي]] أقيمت في وادي سكوا، إلى حدوث زيادة كبيرة في التنمية داخل الحوض. من عام 1960  م إلى عام 1980  م، زاد عدد السكان المقيمين بشكل دائم من حوالي 10000 إلى أكثر من 50000، ونما عدد سكان الصيف من حوالي 10000 إلى حوالي 90000. منذ الثمانينيات، تباطأت التنمية بسبب الضوابط المفروضة على استخدام الأراضي.

### الحكومة والسياسة

#### نزاع الحدود بين الولايات
تنقسم بحيرة تاهو عن طريق الحدود الولائية بين كاليفورنيا ونيفادا، حيث تجعل حواف الولايتين انعطافهما الأيقوني بالقرب من منتصف البحيرة. كانت هذه الحدود محل نزاع منذ منتصف القرن التاسع عشر.
قبلت كاليفورنيا بسرعة في الاتحاد كجزء من تسوية عام 1850  م. وبذلك، وافق الكونغرس على دستور كاليفورنيا الذي حدد حدود الولاية المستندة إلى الإحداثيات الجغرافية. يتضمن هذا التقسيم خط الطول 120 الذي يقع بين خط العرض 42 على حدود أوريغون إلى خط العرض 39 وسط بحيرة تاهو، وخط مائل يمتد من تلك النقطة جنوبًا إلى حيث يقطع نهر كولورادو خط العرض 35. بعد أربعة عشر عامًا، وافق الكونغرس على دستور نيفادا عندما قُبلت دولةً في عام 1864  م، والتي حددت حدودها الغربية عند الدرجة الثالثة والأربعين من خط الطول الغربي من واشنطن العاصمة وحدودها الجنوبية الغربية على طول القسم المائل من خط حدود كاليفورنيا. في حين أن الخط 43 درجة من خط الطول غربًا من واشنطن ميريديان لا تتطابق حقًا مع خط الطول 120 درجة غرب غرينتش، حيث كان الكونغرس عام 1864  م يعتقد أن الخطين متطابقان؛ تم التخلي عن واشنطن ميريديان وطنيًا في عام 1884  م. بدأ الخلاف الذي دام قرونًا والذي اندلع مع تناقضات حدودية عبر العديد من المسوحات التي كانت ضمنها رواسب معدنية قيمة؛ كان لدى نيفادا أيضًا رغبة في أن توافق كاليفورنيا على التنازل عن أراضيها شرق قمة المحيط الهادئ كما صرح الكونغرس سابقًا في عام 1850  م. كانت أول محاولة لاحقة لتحديد حدود كاليفورنيا ونيفادا هي خط «جي إف هوتون وبتلر إيفز» عام 1863  م. وجد مسح دانيال جي ميجور لمكتب الأراضي بين 1867-1868 لحدود كاليفورنيا-أوريغون خط الطول 120 على بعد أكثر من ميلين غرب الخط السابق، لذلك تبعه مسح أليكسي دبليو فون شميت لعام 1872  م. وضد تعليمات أولية، بدأ فون شميت باستخدام علامة حدود ولاية كاليفورنيا-نيفادا لعام 1872  م الذي كان في السادسة أعشار من ميل إلى الشرق من خط هوتون-ايفيس. عندما اكتشف أن نهر كولورادو قد تحول عند خط العرض 35، قام ببساطة بتغيير نقطة النهاية مما أدى إلى أن يكون المسح غير مستقيم ولا دقيقاً. أدت الشكوك الجوهرية إلى قيام الكونغرس في عام 1892  م بتمويل هيئة المساحة الساحلية والجيوديسية الأمريكية لملاحظة الخط المائل. وجد هذا الاستطلاع الجديد أن خط فون شميدت يتراوح من 1600 إلى 1800 قدم في أقصى الغرب، ولكن كلا المسحين استخدما بعد ذلك من كلا الولايتين. مما لا يثير الدهشة، أن الجمع بين الخط المائل لمسح هيئة المساحة الساحلية والجيوديسية لعام 1893  م وخط شميدت المحدد جيدًا بين الشمال والجنوب لا يتقاطعان بدقة عند خط العرض 39 الموازي كما هو منصوص عليه في دستور كاليفورنيا. لا يملك الكونغرس السلطة الدستورية لتحريك حدود الدولة من جانب واحد.
خلقت الثروة في الموارد الطبيعية بين سييرا كريست والأقسام الشرقية من خطوط المسح مصدرًا قويًا للصراع. كانت مواقع التعدين الرئيسية في منطقة تاهو في منطقة متنازع عليها. في مشهد ضرب من الانتهازية التي وقعت في الظاهر لأن الحدود لا تزال «رسميا» قيمةً غير ممسوحة، انتحل المستوطنون أجزاءً من كاليفورنيا حتى منطقة سييرا كريست غير النظامية التي تبعد عشرات الأميال شرق الحدود - التي تم تحديدها قبل ست سنوات - في محاولة لإنشاء إقليم ناتاكوا. اشتملت المناوشات المسلحة المعروفة باسم حرب ساجبراش على تبادل إطلاق النار بين الميليشيات. حتى بعد ستة استطلاعات، بقي الخلاف حول أي منها، إن وجد، ملزمًا قانونًا في تعليم الحدود؛ وقد نظرت المحكمة العليا للولايات المتحدة في هذا الأمر جزئياً في عام 1980  م، حيث تم التذرع بمبدأ الإذعان.
الحدود المعرفة بالإحداثيات الجغرافية دقيقة من الناحية النظرية، ولكنها تطرح تحديات عملية للتنفيذ. حيث يعتمد إحداثيات معينة على سطح الأرض على شكل الأرض. في منتصف القرن التاسع عشر، استخدم مجسم بيسل الإهليلجي لعام 1841  م أو كلارك الإهليلجي لعام 1866  م على نطاق واسع. ربما، في وقت لاحق، استخدمت هيئة المساحة الساحلية والجيوديسية الأمريكية مجسم هايفورد الإهليلجي لعام 1910  م.إن الإهليلجي القياسي للولايات الغربية في عام 1849  م - والذي يتماشى بشكل عام مع نسخة ذلك العام من الروزنامة الفلكية - هو ضمني في تعريف الحدود الدستورية لكاليفورنيا. الاختراع المتواصل لمسندات جديدة من قبل أطراف جديدة وربما معنية لا يعيد تقديم تعريف الحدود القديم. مع الاحتفاظ بافتراضات الأرض في الوقت المناسب، يمكن لتقنيات المسح الحديثة بمساعدة الأقمار الصناعية تحديد الموقع وتحويلها إلى إهليلجي قديم في حدود سنتيمتر واحد. على النقيض من ذلك، تعد تقنيات الملاحة الفلكية  دقيقة حتى خُمُسي الميل. كان عدم اليقين في هذا الأخير معروفًا، لكن الدقة في ذلك الوقت لم يكن من الممكن الحصول عليها.
ويستمر إرث هذا النزاع. يوجد نصب تذكاري فيدرالي رسمي  على شكل مسلة يشير إلى حدود كاليفورنيا المائلة، وهو الآن محاط بمنتجع إدغوود تاهو للغولف الذي تطالب به ولاية نيفادا وتفرض ضرائب عليه. أُزيل نصب تذكاري فيدرالي لجمعية بحيرة تاهو التاريخية حوالي عام 2018  م. يتقاطع خط فون شميت مع US 50 على الحافة الغربية لـ أبل بيز الحالية، والحافة الشرقية لمعرض اشلي ماركوس في مركز تاهو كريسنت V للتسوق. نُقل مجتمع نيفادا في ستيتلاين شرقًا.
تقسم الحدود بحيرة تاهو بشكل غير متساو، مع ثلثي ولاية كاليفورنيا والثلث في ولاية نيفادا. في ولاية كاليفورنيا، تنقسم بحيرة تاهو بين مقاطعة بلاسر ومقاطعة إلدورادو. في نيفادا، تنقسم بحيرة تاهو بين مقاطعة واشو ومقاطعة دوغلاس وكارسون سيتي (مدينة مستقلة).

#### ملكية الشاطئ
بحيرة تاهو نفسها هي ممر مائي صالح للملاحة في الولايات المتحدة، ويمكن للجمهور التنقل في البحيرة عبر الزوارق المائية. الأراضي التي تقع تحت مستوى المياه المنخفضة مملوكة للدولة، ويمكن للجمهور الوصول إلى هذه الأراضي سيرًا على الأقدام. ومع ذلك، غالبًا ما تكون الأرض الواقعة بين علامة المياه العالية وعلامة المياه المنخفضة (مثل الشواطئ) مملوكة ملكية خاصة ؛ يمكن لأفراد الجمهور الوصول إلى هذه الأراضي في كاليفورنيا، ولكن ليس نيفادا. هذا لأنه في ولاية كاليفورنيا، يتم الاحتفاظ بالمنطقة الساحلية في أمانة عامة (على غرار حقوق الارتفاق). لا يوجد حق في الوصول العام إلى الملكية الخاصة فوق خط المياه العالي.
مثل الحدود بين الولايات نفسها، كانت العلامة المائية العالية محل نزاع أيضًا. يبلغ الحد الأقصى للارتفاع النظري للبحيرة 6,229.1 قدم (1,898.6 م)، باستخدام قاعدة بيانات بحيرة تاهو. الحد الأقصى السنوي عادة هو أقل من 0.35 قدم (0.11 م). يمكن للرياح القوية عبر الجلب الكبير للبحيرة أن تخلق طفرة تزيد من ارتفاع خط المياه المرتفعة على الشواطئ المواجهة للريح، والمعروفة باسم السيش. لم توافق ولاية نيفادا  على مستوى مياه مرتفع أو مسند مع كاليفورنيا والولايات المتحدة، 

#### النمو
مع نمو السكان وتوسع التنمية في الستينيات، أصبحت مسألة حماية البحيرة أكثر إلحاحًا. في عام 1969  م، أنشأ الكونغرس الأمريكي والهيئات التشريعية لولاية كاليفورنيا ونيفادا ميثاقًا فريدًا لتقاسم الموارد والمسؤوليات. أنشأ الميثاق وكالة تاهو للتخطيط الإقليمي (TRPA)، وهي وكالة ثنائية الولاية مكلفة بحماية البيئة في الحوض من خلال تنظيم استخدام الأراضي والتخطيط. في عام 1980  م، عدل الكونغرس الأمريكي الميثاق بالقانون العام 96-551. عيّن القانون وكالة جديدة، «منطقة النقل في تاهو (TTD)»، لتسهيل وتنفيذ تحسينات / إضافات الحوض والنقل الإقليمي لحماية واستعادة واستخدام البحيرة. أدت الانقسامات بين كل من الوكالات والسكان المحليين إلى تشكيل منظمات شعبية تتمسك بالمناصرة البيئية الأكثر صرامة.

### المواقع التاريخية
تعد بحيرة تاهو أيضًا موقعًا للعديد من المنازل الفخمة في القرنين التاسع عشر والعشرين ذات الأهمية التاريخية. كان نزل ثندربيرد الذي بناه جورج ويتيل جونيور يضم ما يقرب من 27 ميل (43 كـم) من ساحل نيفادا. كانت فايكنغشولم هي المستوطنة الأصلية في خليج الزمرد وتضمنت مقهى الجزيرة ومنزلًا من 38 غرفة. قصر إيرمان هو منزل صيفي بناه رئيس ويلز فارجو السابق في شوجر باين بوينت وهو الآن حديقة حكومية. كان لقطار بوني إكسبرس طريق يمتد من محطة جنوة عبر ممر داغيت إلى محطة فرايديز ومحطة يانكس ؛ نجحت في الطريق عبر محطة وودفورد ومحطة مكان النافورة وكلاهما في الطريق إلى محطة ستاربيري.

## القضايا البيئية

### جودة المياه
على الرغم من تخطيط استخدام الأراضي وتصدير مياه الصرف الصحي المعالجة من الحوض، فقد أصبحت البحيرة غنية بالمغذيات بشكل متزايد (بها ثراء مفرط من العناصر الغذائية)، مع زيادة الإنتاجية الأولية بأكثر من 5٪ سنويًا، وانخفاض الوضوح بمعدل متوسط يبلغ 0.25 متر (0.82 قدم) في السنة. حتى أوائل الثمانينيات، أظهرت دراسات الحد من المغذيات أن الإنتاجية الأولية في البحيرة كانت محدودة النيتروجين. الآن، بعد نصف قرن من إدخال النيتروجين المتسارع (معظمه من الترسب الجوي المباشر)، أصبحت البحيرة محدودة الفوسفور. خلص ثيودور سويفت وآخرون،  إلى أن «الرواسب غير العضوية المعلقة والطحالب النباتية كلاهما يساهم بشكل كبير في تقليل الوضوح، وأن الجسيمات العالقة، بدلاً من المواد العضوية المذابة، هي الأسباب السائدة لفقدان الوضوح.» أكبر مصدر لجزيئات الرواسب الدقيقة إلى بحيرة تاهو هو جريان مياه الأمطار في المناطق الحضرية، حيث يشكل 72 في المائة من إجمالي حمل الجسيمات الدقيقة للرواسب.

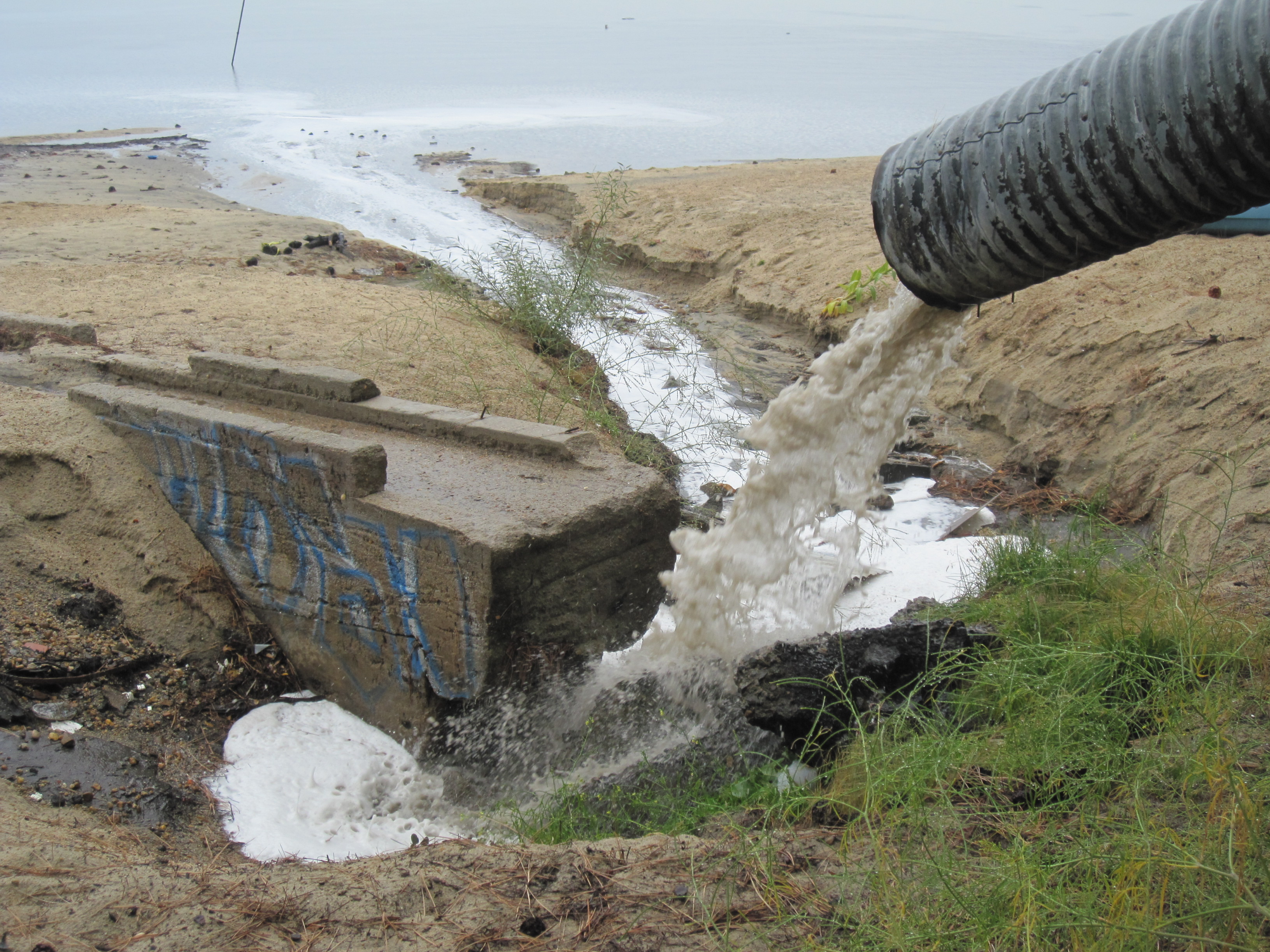
مثال على الجريان السطحي للطريق مع الرواسب الناعمة في شاطئ الدورادو. ومع ذلك، أزيل هذا الصرف أثناء البناء. افتتح الشاطئ الجديد الذي يسمى الآن ليكفيو كومنز في صيف 2012.

أظهرت الأبحاث الحديثة أن المرتفعات الحضرية توفر أيضًا أكبر فرصة لتقليل جسيمات الرواسب الدقيقة ومساهمات الفوسفور في البحيرة. بلغ وضوح تاريخي حوالي 30 متر (98 قدم) من خلال تخفيض إجمالي يقارب 75 في المائة من المصادر الحضرية.
تاريخيًا، استمر وضوح بحيرة تاهو في الانخفاض خلال عام 2010، عندما كان متوسط عمق جاف 64.4 قدم (19.6 م)، كان ثاني أدنى مستوى مسجل على الإطلاق (كان الأدنى 64.1 قدم (19.5 م) في عام 1997). يمثل هذا انخفاضًا قدره 3.7 قدم (1.1 م) من العام السابق. ومع ذلك، ازداد وضوح البحيرة من عام 2011 إلى عام 2014، وتحسن بنسبة 20 في المائة تقريبًا.
حددت دراسة جودة المياه التي أجراها مجلس مراقبة جودة المياه في لاهونتان وقسم حماية البيئة بولاية نيفادا أكبر مصدر لجزيئات الرواسب الدقيقة: 71 في المائة من التعرية والجريان السطحي للمناطق المتقدمة (الحضرية)، ويرتبط الكثير منها بالبنية التحتية وخدمات النقل.
بحيرة تاهو هي عنصر رافد لتصريف المياه داخل حوض نهر تروكي، ومخرجها الوحيد هو نهر تروكي، والذي يستمر في التصريف إلى بحيرة بيراميد. نظرًا لحساسية جودة مياه نهر تروكي (التي تشمل نوعين محميين، الأسماك المصاصة (cui-ui) وسمك السلمون المرقط لاهونتان)، فقد تمت دراسة حوض الصرف هذا على نطاق واسع. تم تحفيز التحقيقات الأولية من قبل وكالة حماية البيئة الأمريكية، التي مولت تطوير نموذج DSSAM لتحليل جودة المياه أسفل بحيرة تاهو.
بحيرة تاهو لا تتجمد أبدا. منذ عام 1970، اختلط على عمق لا يقل عن 1,300 قدم (400 م) ما مجموعه ست أو سبع مرات. الأكسجين المذاب مرتفع نسبيًا من الأعلى إلى الأسفل. أظهر تحليل سجلات درجات الحرارة في بحيرة تاهو أن درجة حرارة البحيرة قد ارتفعت (بين عامي 1969 و 2002) بمتوسط معدل 0.015 °م (0.027 °ف) في السنة. ينتج التسخين بشكل أساسي عن زيادة درجات حرارة الهواء، وثانيًا عن طريق زيادة إشعاع الموجة الطويلة الهابطة. يعمل اتجاه التسخين على تقليل تواتر الاختلاط العميق في البحيرة، وقد يكون له تأثيرات مهمة على نقاء المياه ودورة المغذيات.

### تغيرات النظام الإيكولوجي
منذ الستينيات، خضعت شبكة الغذاء في البحيرة ومجموعات العوالق الحيوانية لتغييرات كبيرة. في 1963-1965، أدخل روبيان الأبوسوم (Mysis diluviana) لتحسين الإمداد الغذائي لسلمون Kokanee المُدخَل (Oncorhynchus nerka). بدأ الروبيان تتغذى على متفرعات القرون (برغوث الماء وBosmina)، واختفت أعدادها تقريبًا من عام 1971. يوفر الروبيان مصدرًا غذائيًا للسلمون والسلمون المرقط، ولكنه يتنافس أيضًا مع الأسماك الصغيرة على العوالق الحيوانية. منذ السبعينيات، تعافت أعداد متفرعات القرون إلى حد ما، ولكن ليس إلى المستويات السابقة. منذ عام 2006، شوهدت الأسماك الذهبية في البحيرة، حيث نمت إلى «حجم ضخم»، وتتصرف مثل الأنواع الغازية. قد تكون انحدرت من حيوانات أليفة سابقة ألقاها أصحابها أو أنها هربت عند استخدامها كطعم للصيد.
في يونيو 2007، دمر حريق أنجورا ما يقرب من 3,100 أكر (1,300 ها) جميع أنحاء منطقة ساوث ليك تاهو. بينما من المتوقع أن يكون تأثير الرماد على النظام البيئي للبحيرة ضئيلًا، فإن تأثير التآكل المحتمل في المستقبل غير معروف بعد.

### حماية البيئة

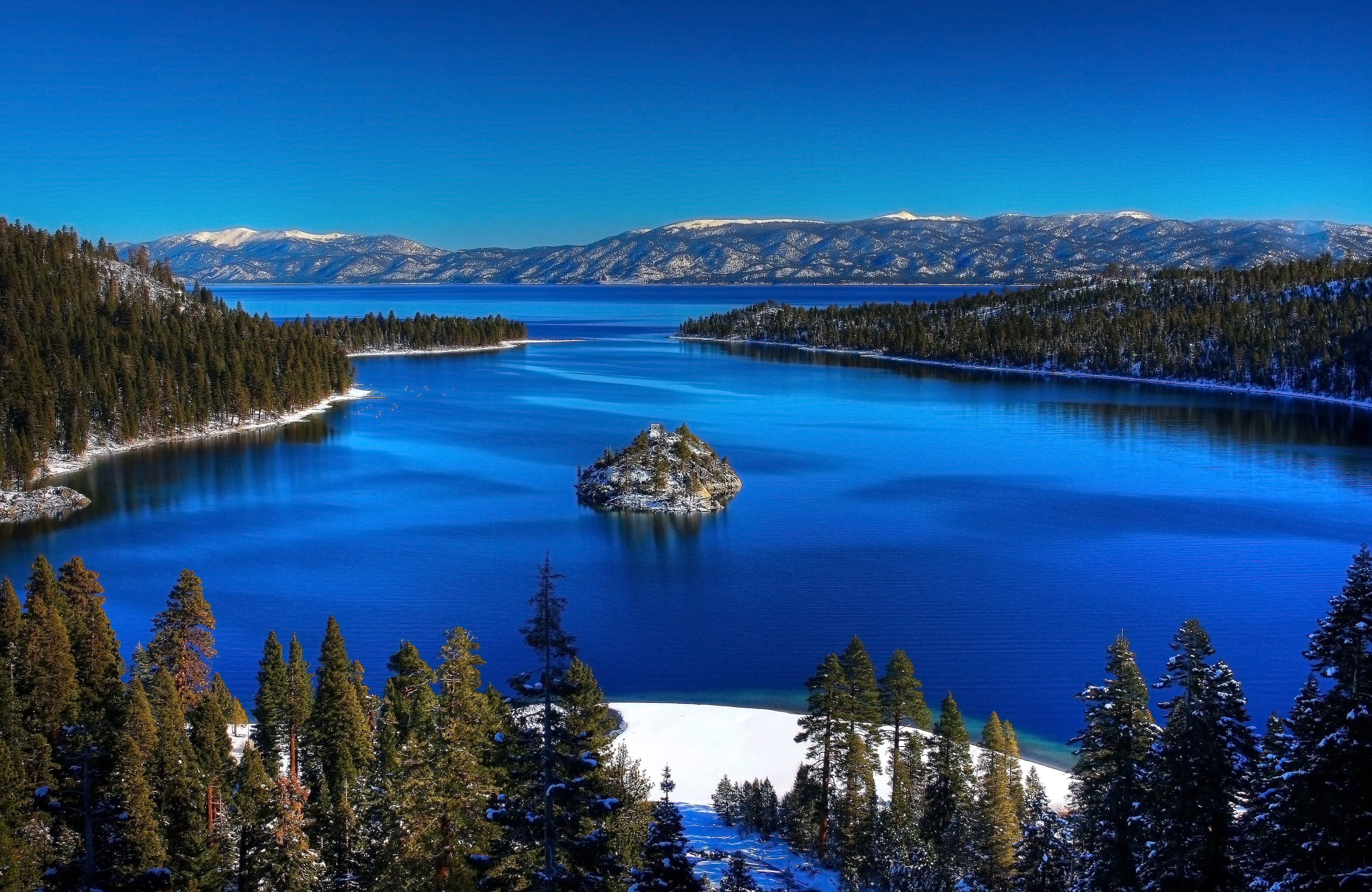
خليج الزمرد، بحيرة تاهو

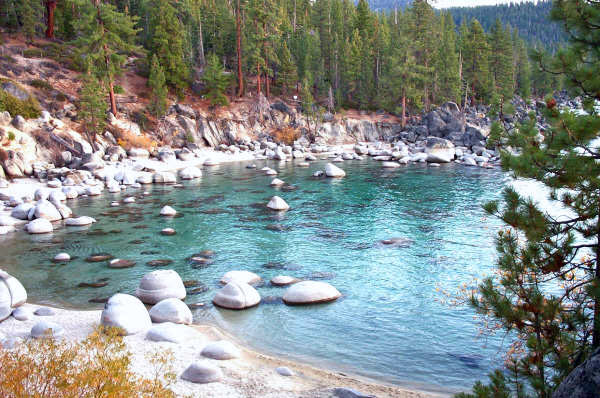
الشاطئ السري على جانب نيفادا ليك تاهو

حتى وقت قريب، كان البناء على ضفاف البحيرة إلى حد كبير تحت سيطرة مطوري العقارات. أدت أنشطة البناء إلى حجب المياه الزرقاء للبحيرة. في الوقت الحالي، تنظم وكالة تاهو للتخطيط الإقليمي البناء على طول الخط الساحلي (وقد فازت في معركتين للمحكمة الاتحادية العليا بشأن القرارات الأخيرة). هذه اللوائح لا تحظى بشعبية عند العديد من السكان، وخاصة عند جمعية أصحاب منازل تاهو ليك فرونت.
كانت رابطة إنقاذ بحيرة تاهو (كيب تاهو بلو) هيئة مراقبة بيئية في حوض بحيرة تاهو لمدة 50 عامًا.تأسست عند اقتراح بناء طريق سريع مكون من أربعة حارات حول البحيرة- مع جسر فوق مدخل خليج الزمرد - في عام 1957، عارضت الرابطة العديد من مشاريع التنمية في المنطقة، والتي زعمت أنها ضارة بالبيئة. تتبنى الرابطة الاستخدام المسؤول والمتنوع لموارد البحيرة مع حماية واستعادة خصائصها الطبيعية.
منذ عام 1980، كان برنامج المراقبة المشترك بين الوكالات (LTIMP) لبحيرة تاهو يقيس تدفق المجرى وتركيزات المغذيات والرواسب في ما يصل إلى 10 مجاري رافدة في حوض بحيرة تاهو، كاليفورنيا-نيفادا. تتمثل أهداف برنامج المراقبة المشترك بين الوكالات في الحصول على معلومات جودة المياه الضرورية ونشرها لدعم التخطيط البيئي القائم على العلم واتخاذ القرار في الحوض. المراقبة المشترك بين الوكالات هو برنامج تعاوني بدعم من 12 وكالة فيدرالية وولائية لها مصالح في حوض تاهو. تستخدم مجموعة البيانات هذه، جنبًا إلى جنب مع البيانات التي تم الحصول عليها مؤخرًا حول جودة المياه الجارية في المناطق الحضرية، من قبل مجلس مراقبة جودة المياه الإقليمي في لاهونتان لتطوير برنامج (مفوض بموجب قانون المياه النظيفة) للحد من تدفق المغذيات والرواسب الدقيقة إلى بحيرة.
عثر معهد بحوث الصحراء على اللدائن الدقيقة لأول مرة في عام 2019. يمكن أن يكون هذا التلوث في المياه محليًا أو من مواقع حول العالم حيث يمكن أن تنتقل الجزيئات من المنتجات البلاستيكية المهملة لمسافات طويلة عبر الغلاف الجوي عن طريق الرياح والأمطار والثلوج المتساقطة.
خُصص مركز مركز تاهو للعلوم البيئية، حرم ديفيس بجامعة كاليفورنيا (UC Davis) للأبحاث والتعليم والتوعية العامة، ولتوفير معلومات علمية موضوعية لاستعادة حوض بحيرة تاهو واستخدامه المستدام. كل عام، يصدر تقرير «حالة البحيرة»، لتقييم التغيرات مثل نقاء البحيرة، والمغذيات والجسيمات، أو الأرصاد الجوية حول البحيرة.

## الأنشطة السياحية

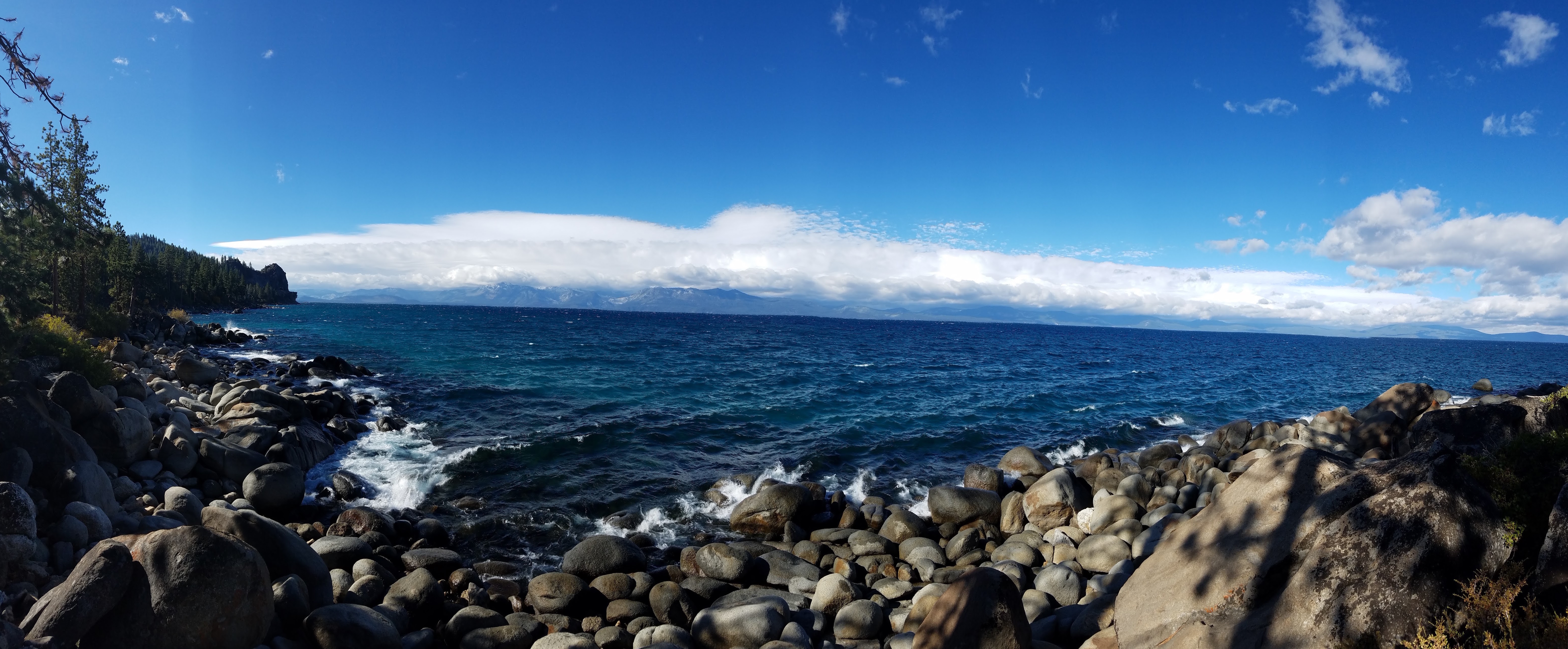
منظر من الشاطئ الشرقي لبحيرة تاهو

خُصص جزء كبير من المنطقة المحيطة ببحيرة تاهو لصناعة السياحة وهناك العديد من المطاعم ومنحدرات التزلج وملاعب الجولف والكازينوهات التي تلبي احتياجات الزوار.

### الرياضات الشتوية

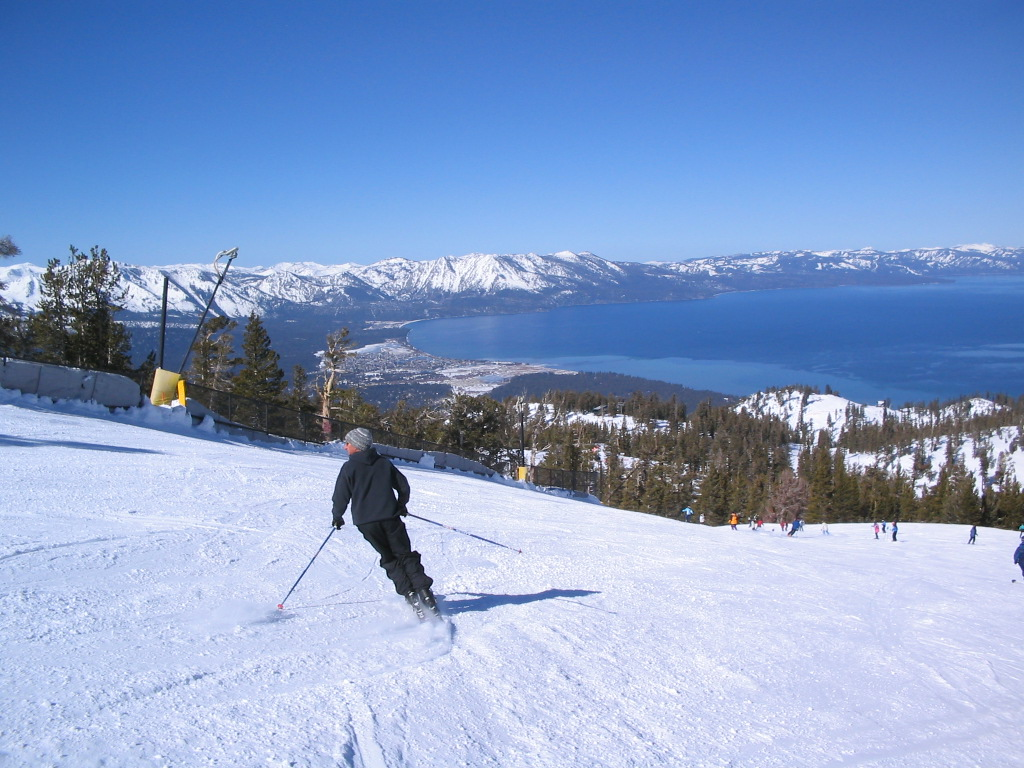
منحدرات تزلج تطل على بحيرة تاهو

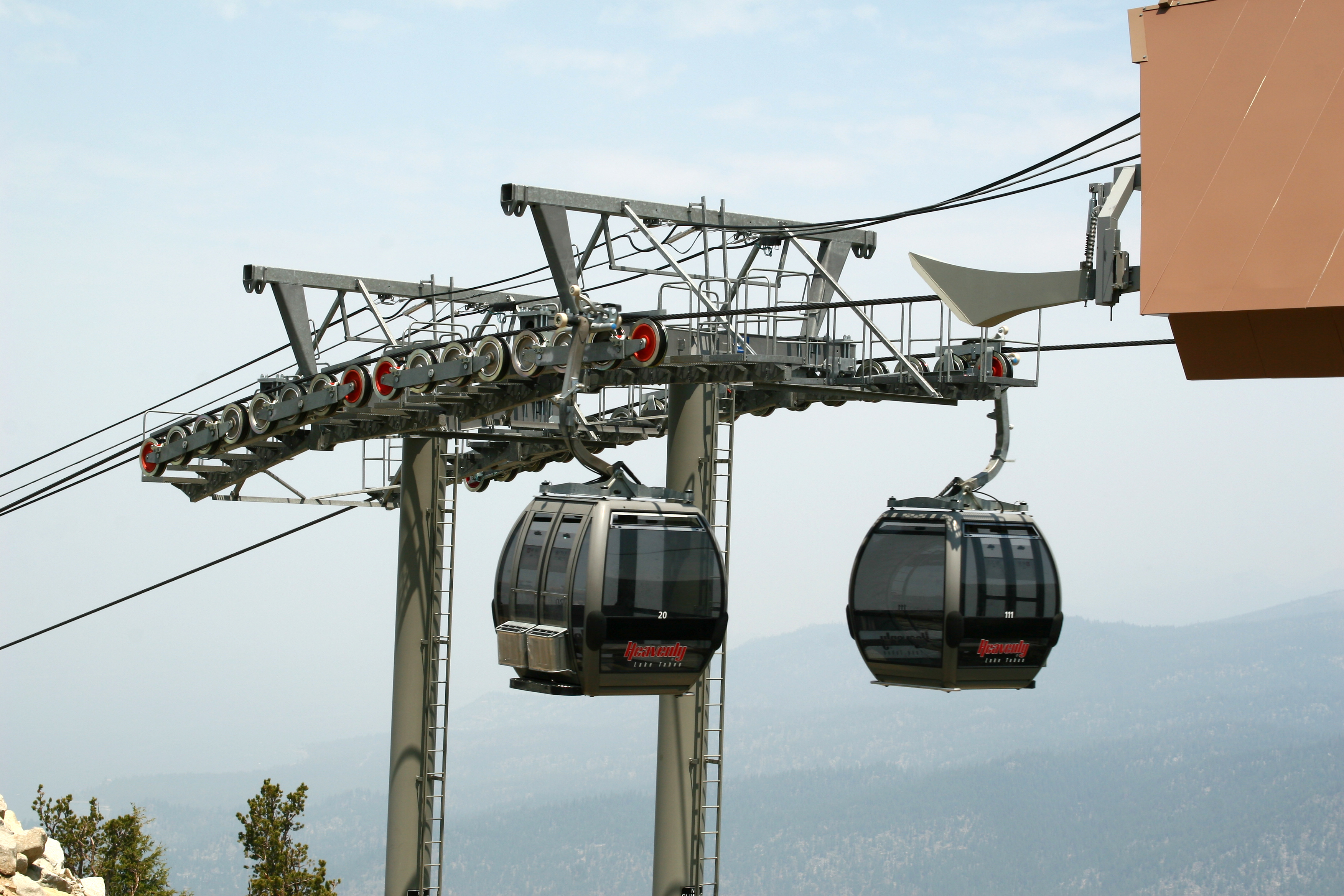
ركوب الجندول في بحيرة تاهو

خلال موسم التزلج، يتدفق آلاف الأشخاص من جميع أنحاء نيفادا وكاليفورنيا، بما في ذلك رينو ولاس فيغاس ولوس أنجلوس وسان دييغو وسان فرانسيسكو وساكرامنتو، إلى المنحدرات للتزلج على المنحدرات. تشتهر بحيرة تاهو، بالإضافة إلى جمالها البانورامي، بالعواصف الثلجية.
تشمل بعض مناطق التزلج الرئيسية في تاهو ما يلي:
- منتجع هيفنلي ماونتن : أكبر منطقة تزلج في كاليفورنيا ونيفادا، وتقع بالقرب من ستيتلاين على الشاطئ الجنوبي
- وادي Squaw : ثاني أكبر منطقة للتزلج، تشتهر باستضافتها لدورة الألعاب الأولمبية الشتوية لعام 1960، وتقع بالقرب من مدينة تاهو
- المروج الألبية : منطقة تزلج متوسطة الحجم على الشاطئ الشمالي على بعد أميال قليلة فقط من وادي Squaw وتعمل كجزء من وادي Squaw.
- قمة الماس : منطقة تزلج صغيرة تقع في انكلاين فيليدج، نيفادا
- نورث ستار كاليفورنيا : منطقة تزلج على الشاطئ الشمالي مشهورة
- منتجع كيركوود ماونتن : منطقة تزلج تتساقط فيها الثلوج أكثر من أي منطقة تزلج أخرى في منطقة تاهو
- سييرا آت تاهو : منطقة تزلج متوسطة الحجم على الشاطئ الجنوبي
- منتجع بوريال ماونتن : منطقة تزلج صغيرة على ممر دونر
- منتجع Sugar Bowl للتزلج : منطقة تزلج متوسطة الحجم في ممر دونر
- دونر سكي رانش : منطقة تزلج صغيرة جدًا على ممر دونر
- منتجع هوموود ماونتن : منطقة تزلج متوسطة الحجم على الشاطئ الغربي
- منتجع ماونت روز للتزلج : منطقة تزلج متوسطة الحجم شمال شرق البحيرة، على جبل سلايد

تقع غالبية منتجعات التزلج على الجليد في منطقة بحيرة تاهو على الطرف الشمالي من البحيرة، بالقرب من تروكي، كاليفورنيا ورينو، نيفادا. تقع كل من كيركوود وسييرا-ات-تاهو وهيفنلي على الجانب الجنوبي من البحيرة، على بعد 55–75 ميل (90–120 كـم) من رينو. حدائق مزلجة عامة وخاصة منتشرة في جميع أنحاء تاهو. جُهي بعضها، مثل غرانليباكن، بحبل سحب لمساعدة المتزلجين على صعود التل.
تحتوي العديد من مناطق التزلج حول تاهو أيضًا على أنابيب ثلجية، مثل وادي Squaw. في جميع أنحاء تاهو، تشتهر أيضًا بالتزلج الريفي على الثلج وركوب الدراجات على الجليد والمشي بالأحذية الثلجية.

### الرياضات المائية

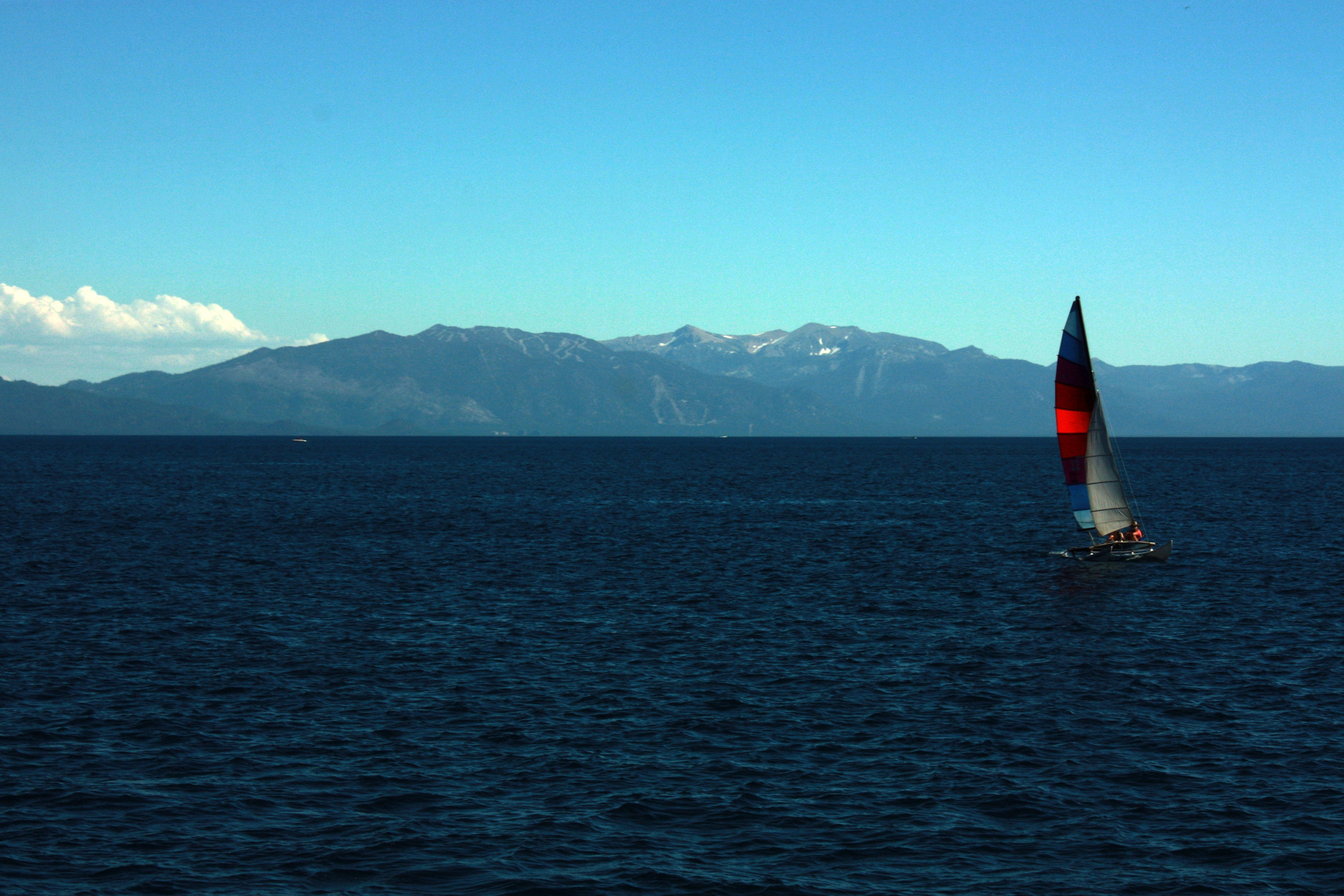
مركب شراعي على بحيرة تاهو

خلال أواخر الربيع إلى أوائل الخريف، تشتهر البحيرة بالرياضات المائية وأنشطة الشاطئ. المدينتان الأكثر ارتباطًا بمنطقة ليك تاهو السياحية هما ساوث ليك تاهو، كاليفورنيا وستيتلاين الأصغر ؛ تشمل المراكز الأصغر على الساحل الشمالي مدينة تاهو وكينغز بيتش.
تشمل الأنشطة الشهيرة الأخرى التزلج الهوائي وتأجير الجت سكي وتأجير رياضة التجديف الصديقة للبيئة وصيد الأسماك. هناك مواقع تأجير حول بحيرة تاهو. كما أصبح التجديف بالكاياك وألواح التجديف بالوقوف شائعًا جدًا.
القوارب هي النشاط الأساسي في تاهو في الصيف. تعد البحيرة موطنًا لأحد أرقى عروض القوارب الخشبية في البلاد، وهو كونكورس دي إليجانس لبحيرة تاهو، الذي يُقام كل شهر أغسطس. توجد مطاعم على واجهة البحيرة في جميع أنحاء البحيرة، ومعظمها مجهز بأحواض وعوامات. هناك جميع أنواع أحداث القوارب، مثل سباقات المراكب الشراعية وعروض الألعاب النارية فوق البحيرة والرحلات البحرية المصحوبة بمرشدين والمزيد. باعتبارها ممرًا مائيًا بين الولايات، تخضع بحيرة تاهو لقوات خفر سواحل الولايات المتحدة. بحيرة تاهو هي موطن لمحطة خفر السواحل في بحيرة تاهو.
يحظى الغوص بجهاز التنفس المكتفي ذاتيا بشعبية في بحيرة تاهو، حيث تقدم بعض مواقع الغطس أماكن غوص مثيرة أو غوص على الحائط. يعتبر الغوص في بحيرة تاهو متقدمًا بسبب زيادة خطر الإصابة بمرض تخفيف الضغط (DCS) أثناء الغوص على ارتفاع شاهق.
أصبح فريد روجرز أول شخص يسبح عبر طول بحيرة تاهو في عام 1955، وأصبحت إلين كريستوفرسون أول امرأة تفعل ذلك في عام 1962.

### ركوب الدراجات النارية

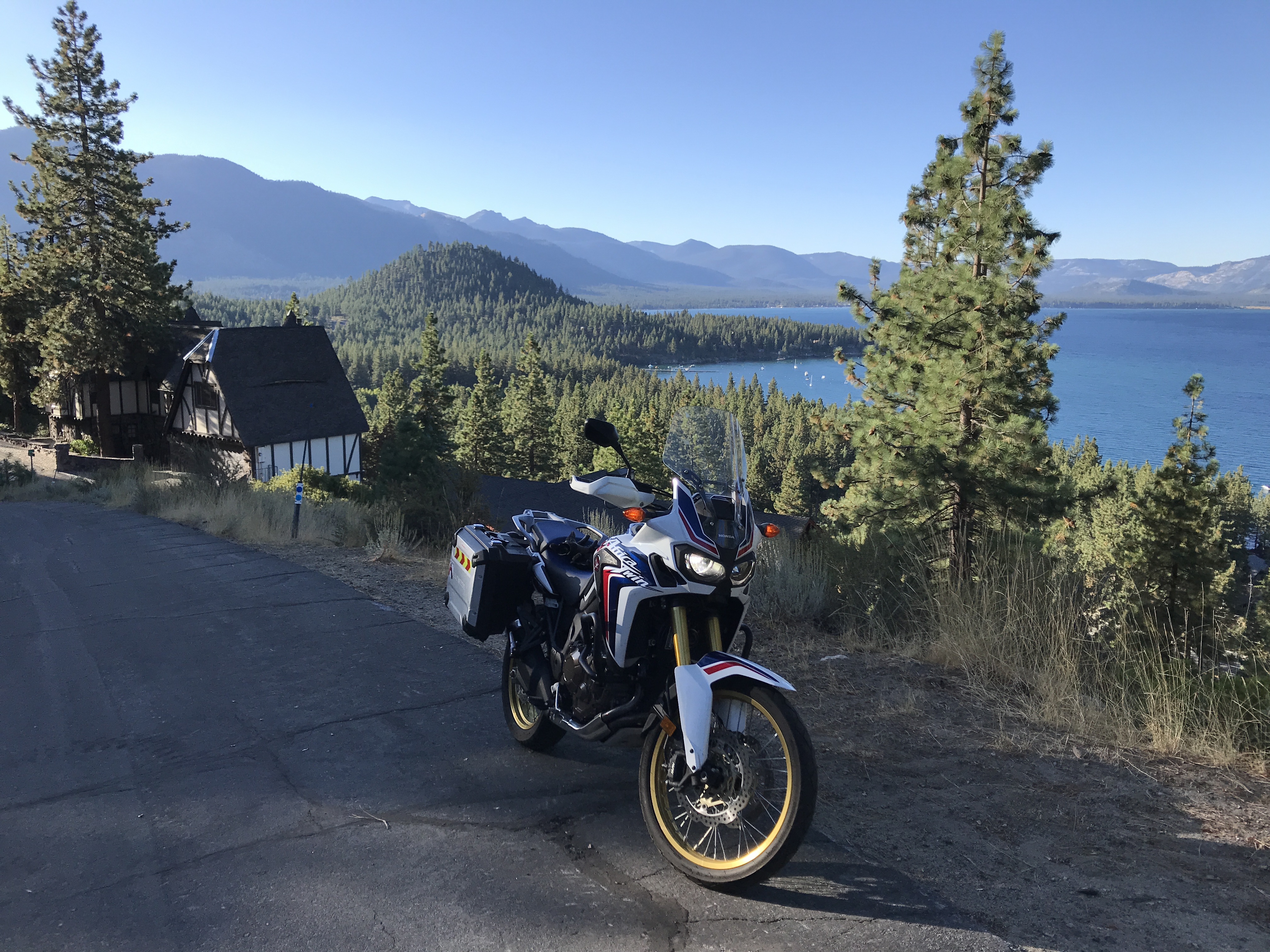
دراجة نارية من بحيرة تاهو

توفر البحيرة وضواحيها الخلابة العديد من الفرص لراكبي الدراجات النارية لسير داخل الطرق الوعرة والمعبدة. يدور الطواف الأكثر شعبية الذي يحوم حول البحيرة في اتجاه عقارب الساعة ويبدأ في ساوث لاك تاهو على جانب كاليفورنيا. يسمح للركاب بالتوقف إلى اليمين شمالًا عبر الطريق 89 للاستمتاع بالمناظر دون عبور حركة المرور. ثم الاستمرار في الطريق السريع 28 شرقًا، وأخيرًا، تكتمل الجولة في طريق الولايات المتحدة رقم 50 غرب. يتيح لك القيام بذلك في الاتجاه المعاكس تجربة وجهات النظر من منظور مختلف. يعد صف كينغزبري (الطريق السريع 207) طريقًا شهيرًا آخر لراكبي الدراجات النارية المحليين. يقع على بعد 11 ميلاً فقط من ساوث ليك تاهو إلى موتسفيل ويمكن أيضًا ركوبه في كلا الاتجاهين.
بعض من أكثر محطات الدراجات النارية ذات المناظر الخلابة وإطلالات حول البحيرة :
- خليج الزمرد - جنوب غرب بحيرة تاهو، قبالة الطريق السريع 89
- بحيرة فولن ليف - على بعد 6 أميال جنوب غرب بحيرة ساوث، عبر الطريق السريع 89
- زفير كوف - على بعد 6 أميال شمال بحيرة ساوث، قبالة الطريق السريع 50
- كهف روك - 9 أميال شمال بحيرة ساوث، قبالة الطريق السريع 50
- ساند هاربور - شمال غرب بحيرة تاهو، قبالة الطريق السريع 28
- شاطئ الملوك - شمال بحيرة تاهو، قبالة الطريق السريع 28
- بحيرة دونر - 21 ميلاً شمال بحيرة تاهو، قبالة الطريق السريع I-80

### التنزه وركوب الدراجات

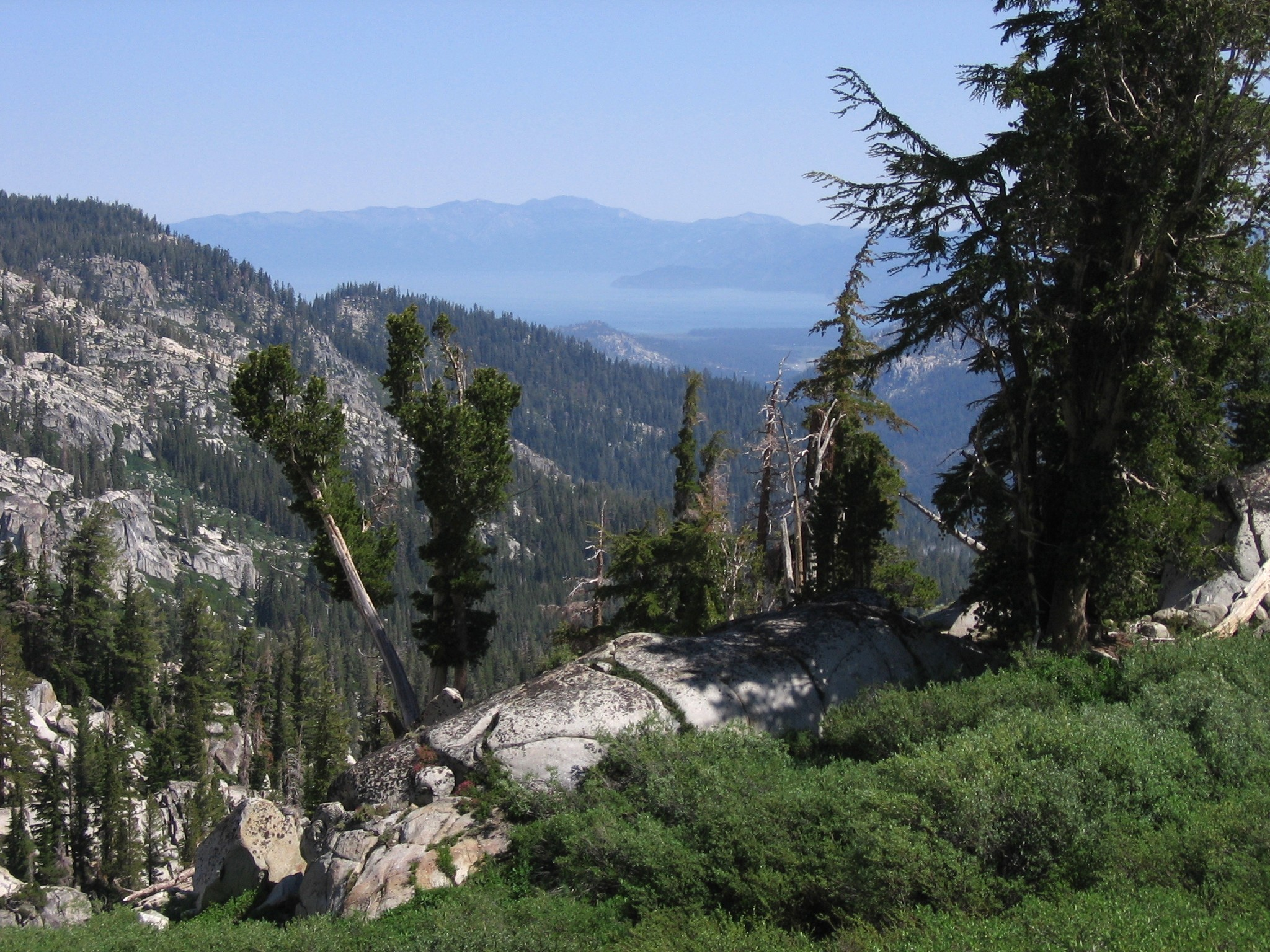
منظر من تاهو ريم تريل

يوجد العديد من مسارات المشي لمسافات طويلة وركوب الدراجات في الجبال حول البحيرة. وهي تتراوح بشكل كبير في الطول والصعوبة والشعبية. يعد تاهو ريم تريل أحد أشهر مسارات تاهو، وهو ممر يبلغ طوله 165 ميلاً (270 كم) يطوف حول البحيرة. يقع Granite Chief Wilderness إلى الغرب مباشرة من البحيرة، والذي يوفر التخييم الرائع للمشي لمسافات طويلة والبرية. أيضًا، إلى الجنوب الغربي توجد برية الخراب المشهورة جدًا. يعد مسار إيجل ليك أحد أشهر الطرق المستخدمة للوصول إلى هذه الوجهات الشهيرة، ويقع بالقرب من خليج الزمرد على الشاطئ الغربي لمدينة تاهو. يعد فلوم تريل من الشاطئ الشرقي واحدًا من أفضل 10 مسارات في مجلة Mountain Biking في الولايات المتحدة، وهناك أيضًا العديد من مسارات الدراجات المعبدة على الطرق الوعرة والتي تتعرج عبر المجتمعات على جميع جوانب البحيرة.

### القمار

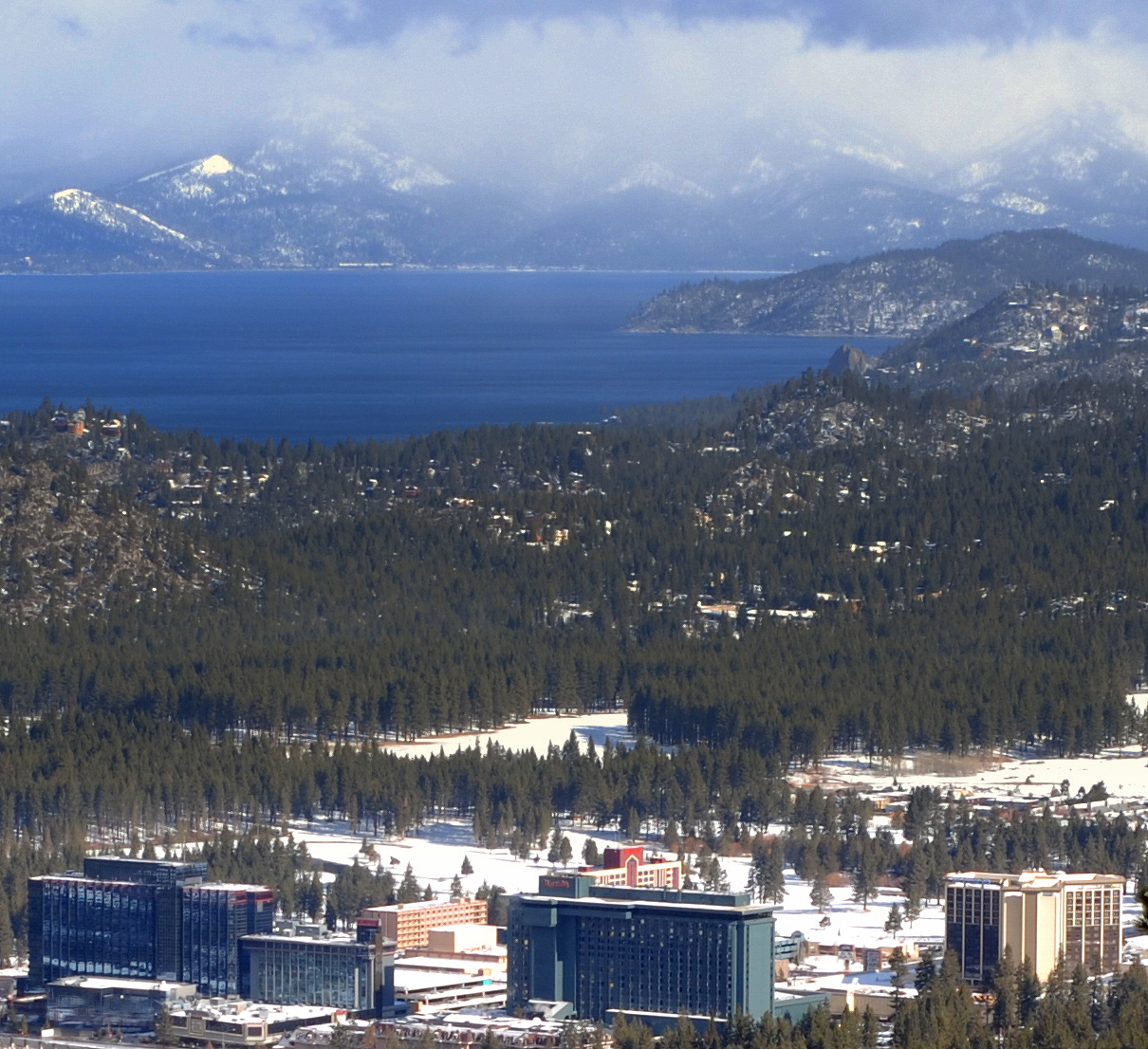
الكازينوهات في ستيتلاين، نيفادا

المقامرة قانونية على جانب نيفادا من بحيرة تاهو. تقع الكازينوهات، التي تحتوي كل منها على مجموعة متنوعة من ماكينات القمار وألعاب الطاولة، على الشاطئ الجنوبي في ستيتلاين، وعلى الشاطئ الشمالي في كريستال باي وانكلاين فيليدج.
عندما أجازت نيفادا المقامرة في عام 1931، كان أول كازينو في البحيرة مفتوحًا منذ سنوات. شيد روبرت شيرمان نزل كال نيفا لأول مرة على الشاطئ الشمالي في كريستال باي في عام 1926، وأصبح ملكًا لنورمان هنري بيلتز وبيع إلى بيل جراهام وجيم مكاي في عام 1929.
أعيد بناء كال نيفا بعد حريق في عام 1937 وتوسع عدة مرات، وكان أبرزها في عام 1969 عندما بني الفندق الشاهق. على طول الطريق، امتلك فرانك سيناترا العقار في أوائل الستينيات، وشارك كبائنه مع أمثال سام جيانكانا ومارلين مونرو، وبيع في ذروة شعبية المنطقة.
الكازينوهات الأخرى في الشاطئ الشمالي تشمل نادي كريستال باي، الذي بني لأول مرة في عام 1937 باسم تا نيفا هو (Ta-Neva-Ho)؛ تاهو بيلتمور، ونيغيات. فندق حياة ريجنسي في انكلاين فيليدج.
في ساوث شور، اشترى بيل هارا نادي ستيتلاين الريفي، الذي كان قائمًا منذ عام 1931 وقام ببناء تاهو هارا. تشمل الكازينوهات الأخرى فندق هارد روك وكازينو ليك تاهو وهارفيز ليك تاهو ومونتبليو ونزل ليكسايد.-

## وسائل النقل
يمكن الوصول إلى بحيرة تاهو مباشرةً بالسيارة، وبشكل غير مباشر بالقطار أو الجو. أقرب خدمة قطار ركاب هي محطة أمتراك في تروكي، ويخدمها قطار أمتراك، كاليفورنيا زفير، الذي يعمل يوميًا بين شيكاغو ومنطقة خليج سان فرانسيسكو. تتوفر أقرب خدمة خطوط جوية للركاب المجدولة عبر مطار رينو تاهو الدولي (RNO).

### الطرق السريعة

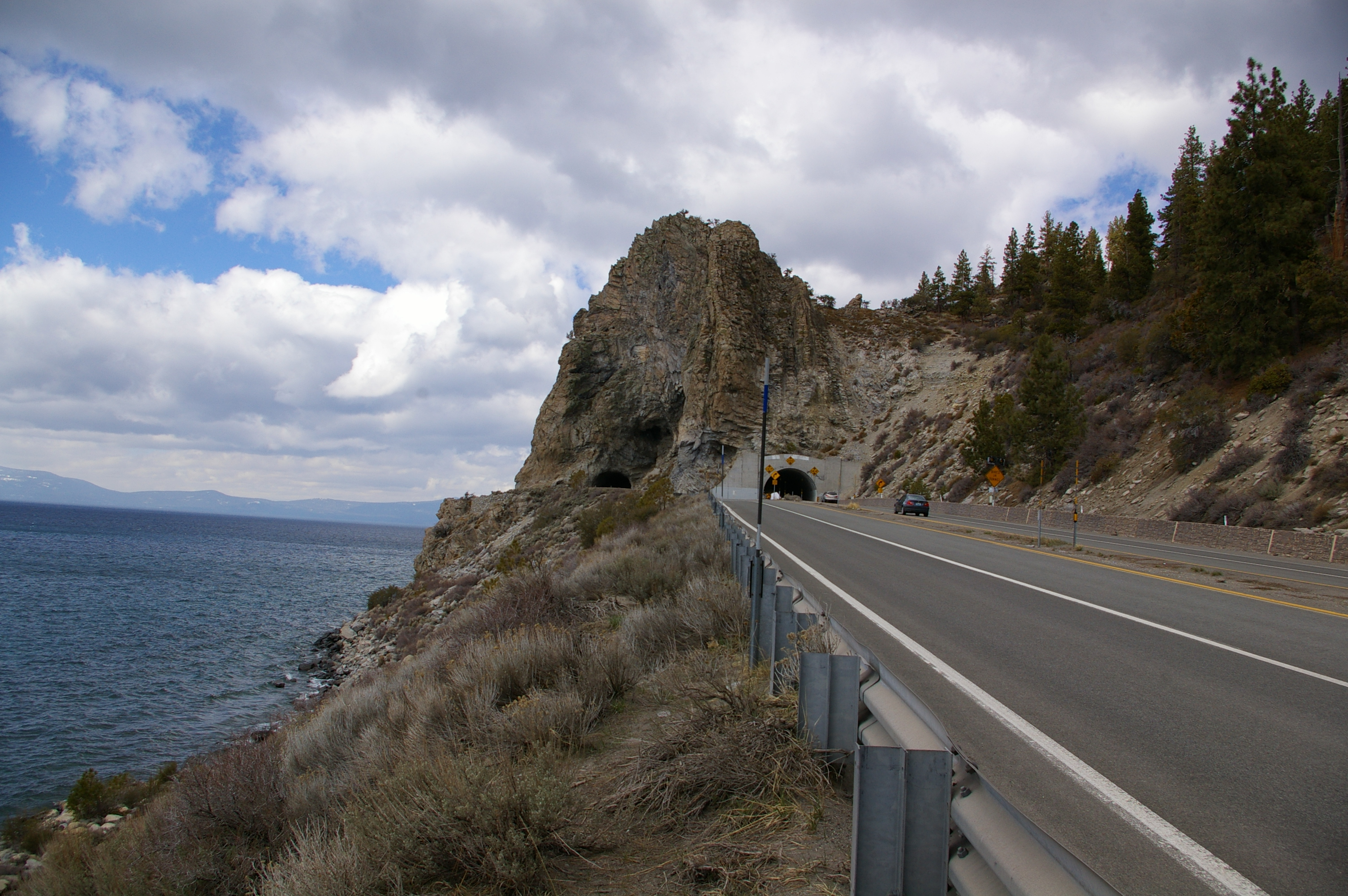
نفق كهف روك على US 50

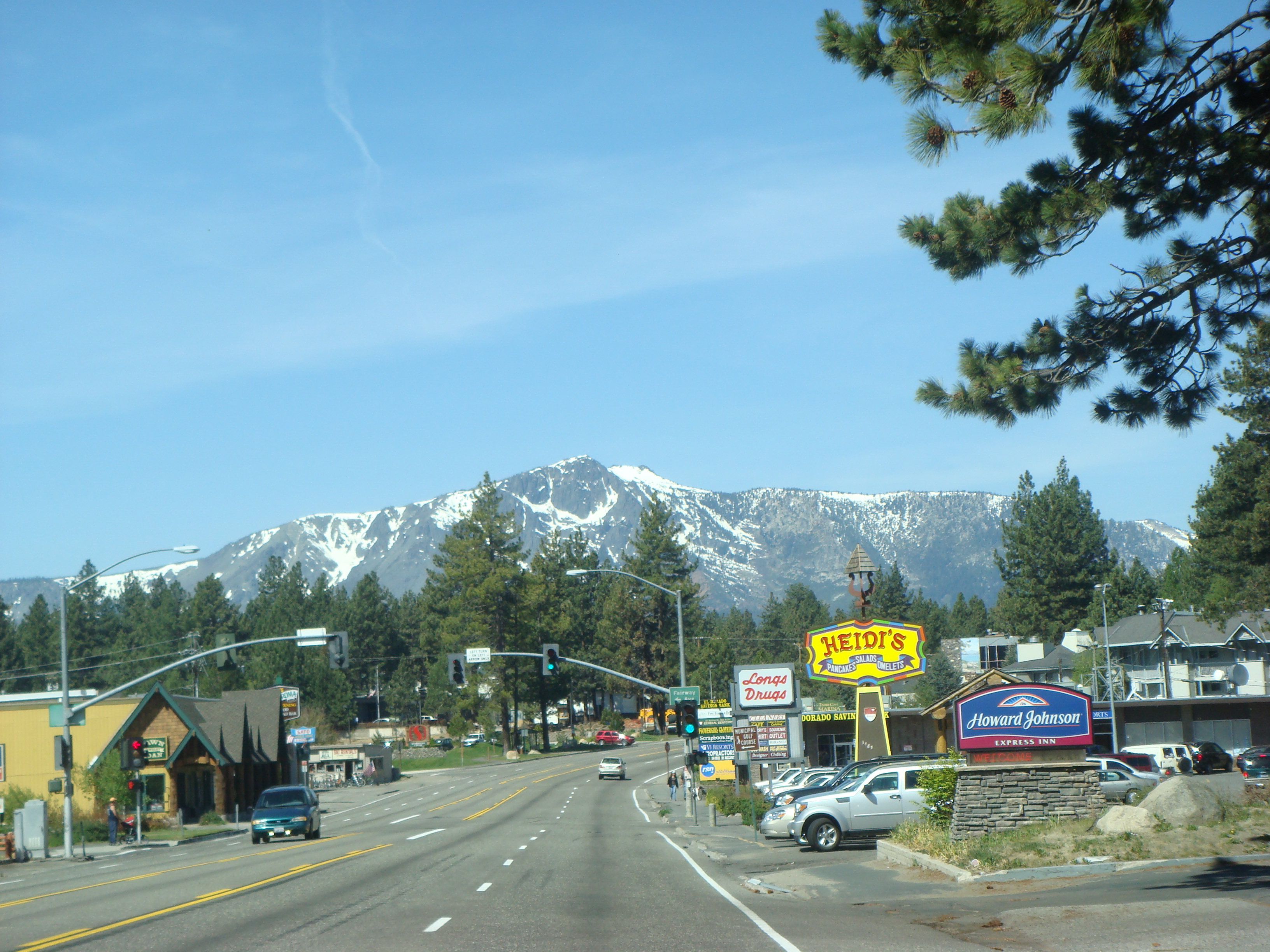
طريق الولايات المتحدة 50 في ساوث ليك تاهو

يمكن للزوار الوصول إلى بحيرة تاهو في ظل ظروف مثالية في غضون ساعتين من منطقة ساكرامنتو، أو ساعة واحدة من رينو أو ثلاثين دقيقة من مدينة كارسون. في أشهر الشتاء، غالبًا ما تكون السلاسل أو إطارات الثلج ضرورية للوصول إلى تاهو من أي اتجاه. يمكن أن تكون حركة المرور كثيفة في عطلات نهاية الأسبوع بسبب السياح إن لم يكن أيضًا بسبب الطقس.
تقع الطرق الأساسية المؤدية إلى بحيرة تاهو على الطريق السريع 80 عبر تروكي وطريق الولايات المتحدة رقم 50 وطريق ولاية نيفادا رقم 431 عبر رينو. معظم الطرق السريعة التي تصل إلى بحيرة تاهو وتحيط بها هي طرق جبلية معبدة ذات حارتين. طريق الولايات المتحدة رقم 50 هو طريق سريع مكون من أربعة حارات (من وادي نهر ساوث فورك الأمريكي في ريفرتون، فوق سييرا نيفادا في قمة إيكو، وإلى حوض بحيرة تاهو، وهو طريق ذو مسارين بشكل أساسي) يمر جنوب البحيرة وعلى طول جزء من الشاطئ الشرقي.
يتبع طريق ولاية كاليفورنيا رقم 89 الشاطئ الغربي للبحيرة عبر البرية الخلابة ويربط مواقع التخييم وصيد الأسماك والمشي لمسافات طويلة مثل تلك الموجودة في متنزه خليج الزمرد الإقليمي وDL بليس ستيت بارك وكامب ريتشاردسون. أبعد من ذلك توجد مجتمعات مثل ميكس باي وتاهو سيتي. أخيرًا، الطريق السريع يبتعد عن البحيرة ويتجه شمال غربًا نحو تروكي.
يكمل طريق ولاية كاليفورنيا رقم 28 الدائرة من مدينة تاهو حول الشاطئ الشمالي إلى مجتمعات مثل كينغز بيتش وخليج كريستال انكلاين فيلايج بنيفادا حيث يصبح الطريق طريق ولاية نيفادا 28. يعود الطريق 28 على طول الشاطئ الشرقي إلى طريق الولايات المتحدة رقم 50 بالقرب من بحيرة سبونر.

### مطارات المنطقة الرئيسية
- مطار رينو تاهو الدولي / KRNO (رينو، نيفادا)
- مطار ساكرامنتو الدولي / KSMF (ساكرامنتو، كاليفورنيا)
- مطار ليك تاهو / KTVL (ساوث ليك تاهو، كاليفورنيا)
- مطار تروكي تاهو / KTRK (تروكي، كاليفورنيا)
- مطار ميندين تاهو / KMEV (ميندن، نيفادا)

## مجتمعات

### كاليفورنيا
مقاطعة بليسر
- خليج كارنيليان  [لغات أخرى]‏ # 3
- دولار بوينت # 4
- كينغز بيتش # 1
- سانيسايد-تاهو سيتي  [لغات أخرى]‏ # 5
- تاهو فيستا # 2
- تاهوما(جزئيًا في مقاطعة الدورادو') # 6

مقاطعة الدورادو
- ساوث ليك تاهو # 7
- تاهوما (جزئيًا في مقاطعة Placer) رقم 6
- Tahoe Keys  [لغات أخرى]‏

### نيفادا
- كارسون سيتي # 14

مقاطعة دوغلاس
- جلينبروك # 13
- ليكريدج # 11
- لوجان كريك # 12
- قرية راوند هيل  [لغات أخرى]‏ # 8
- سكايلاند # 10
- ستيتلاين # 17
- زفير كوف  [لغات أخرى]‏ # 9

مقاطعة واشو
- كريستال باي  [لغات أخرى]‏ # 16
- قرية الانحدار  [لغات أخرى]‏ # 15

## في وسائل الإعلام
كانت بونديروسا رانش للمسلسل التلفزيوني بونانزا تقع سابقًا على جانب نيفادا من بحيرة تاهو. صُور التسلسل الافتتاحي للمسلسل التلفزيوني في مكفول كريك ميدو (McFaul Creek Meadow)، مع وجود جبل تالاك في الخلفية. في سبتمبر 2004، أغلقت مزرعة بونديروسا رانش أبوابها، بعد بيعها للمطور ديفيد دوفيلد بسعر لم يكشف عنه.
استخدم فيلم العراب: الجزء الثاني في عام 1974 عقار فلور دي لاك الواقع على ضفاف البحيرة موقعًا للعديد من المشاهد، بما في ذلك الاحتفال بالتواصل الأول المتقن، ومحاولة السناتور لابتزاز مايكل، ومحاولة اغتيال مايكل، وتبرأ مايكل من فريدو، وجنازة كارميلا. وإعدام فريدو أثناء الصيد، والمشهد الختامي لمايكل جالسًا بمفرده في الخارج. كانت فلور دي لاك، الواقعة على الساحل الغربي لبحيرة تاهو في كاليفورنيا، في السابق ملكية هنري كايزر. طُورت المنطقة المجاورة للبحيرة إلى مجمع سكني خاص مسور ولا تزال بعض مباني «مجمع Corleone» قائمة، بما في ذلك المرفأ.
استخدم فيلم عطلة نهاية الأسبوع الماضية (Last Weekend) لعام 2014، بطولة باتريشيا كلاركسون وإخراج توم دولبي وتوم ويليامز، منزل راي وداجمار دولبي المطل على البحيرة على الشاطئ الغربي موقعًا أساسيًا لتصميماته الداخلية والخارجية. بُني المنزل في عام 1929، وكان أيضًا موقعًا للواجهات الخارجية لفيلم مكان في الشمس، بطولة إليزابيث تايلور ومونتجومري كليفت. صُور هنا أيضًا فيلمالأشياء تتغير (1988 Things Change).

## روابط خارجية
- مركز تبادل بيانات بحيرة تاهو - USGS / مركز العلوم الجغرافية الغربية
- صفحة ويب بحيرة تاهو التابعة لوكالة حماية البيئة الأمريكية
- مجلس مستجمعات المياه في نهر تروكي
- معهد تاهو للعلوم الطبيعية
- مواقع بيانات الأرصاد الجوية البعيدة في بحيرة تاهو
- مستجمعات المياه في بحيرة تاهو - قاعدة بيانات تقييم أنهار كاليفورنيا
- بحيرة تاهو على مشروع الدليل المفتوح
- موارد ليك تاهو، جامعة نيفادا، مكتبات رينو
- صور ليك تاهو، جامعة نيفادا، مكتبات رينو